# ماك بوك إير (المعتمد على إنتل)
ماك بوك إير (المعتمد على إنتل) هو جهاز من أجهزة الكمبيوتر المحمولة التي تم تطويرها وتصنيعها من قبل شركة أبل من عام 2008 إلى عام 2020. تم تصنيف أير في البداية فوق جهاز ماك بوك السابق كجهاز محمول فائق الجودة. منذ ذلك الحين، أدى إيقاف إنتاج ماك بوك الأصلي في عام 2011 وخفض أسعار الإصدارات اللاحقة إلى جعل أير الجهاز المحمول الأساسي من شركة أبل.
تم تقديم ماك بوك إير في يناير 2008 بشاشة 13.3 بوصة، وتم الترويج له على أنه أرق جهاز محمول في العالم، مما فتح فئة جديدة من أجهزة الكمبيوتر المحمولة المعروفة باسم عائلة ألترابوك. أصدرت شركة أبل نسخة جديدة من ماك بوك إير في أكتوبر 2010، مع تصميم جديد للهيكل، وتخزين صلب قياسي، وإضافة نسخة أصغر بحجم 11.6 بوصة. أضافت المراجعات اللاحقة معالجات إنتل Core i5 أو i7 ومنفذ الصاعقة. تم إطلاق ماك بوك إير بشاشة عرض رتينا في أكتوبر 2018، بأبعاد مخفضة، وشاشة عرض رتينا، ومنافذ النمط سي من الناقل التسلسلي العام/منفذ الصاعقة 3 للبيانات والطاقة.
تم إيقاف إنتاج ماك بوك إير القائم على إنتل في نوفمبر 2020 بعد إطلاق أول ماك بوك إير بناءً على معالج أبل ام 1.

## الإصدار الأصلي (2008–2009)
قدم ستيف جوبز ماك بوك إير خلال الخطاب الرئيسي لشركة شركة أبل في مؤتمر ماك في 15 يناير 2008. كان ماك بوك إير الأصلي نموذجًا بحجم 13.3 بوصة، وتم الترويج له في البداية على أنه أرق جهاز محمول في العالم بسمك 1.9 سم (حامل الرقم القياسي السابق، توشيبا Portege R200 لعام 2005، كان بارتفاع 1.98 سم). كان يحتوي على معالج إنتل Merrom مخصص ووحدة معالجة رسومات إنتل GMA ‏ والتي كانت أصغر بنسبة 40% من الحزمة القياسية للشرائح. كما كان يحتوي على شاشة LED مضاءة خلفيًا مقاومة للوهج، ولوحة مفاتيح كاملة الحجم، ولوحة لمس كبيرة تستجيب لإيماءات لوحة اللمس مثل الضغط، والتمرير، والدوران. منذ إصدار ماك أو إس إكس سنو ليوبارد، تدعم لوحة اللمس أيضًا التعرف على الكتابة اليدوية للأحرف الصينية.
كان ماك بوك إير أول جهاز محمول صغير الحجم تقدمه شركة أبل بعد إيقاف إنتاج 12" باور بوك جي 4 في عام 2006. كما كان أول كمبيوتر من شركة أبل يحتوي على وحدة تخزين صلبة اختيارية. كان أول جهاز محمول من شركة أبل منذ PowerBook 2400c بدون محرك وسائط قابلة للإزالة مدمج. لقراءة الأقراص الضوئية، يمكن للمستخدمين إما شراء محرك USB خارجي مثل SuperDrive من شركة أبل أو استخدام برنامج Remote Disc المرفق للوصول إلى محرك جهاز كمبيوتر آخر لاسلكيًا إذا كان البرنامج مثبتًا على ذلك الكمبيوتر. يمكن استخدام أي من الخيارين أيضًا لإعادة تثبيت برنامج النظام من قرص التثبيت المرفق. يدعم Remote Disc التشغيل عبر الشبكة، لذا يمكن لـ أير التشغيل من قرص التثبيت الخاص به في محرك جهاز كمبيوتر آخر إذا كان Remote Install ماك OS X ‏ يعمل على ذلك الكمبيوتر. لا يسمح البرنامج بتشغيل أقراص دي في دي أو CD صوتية، أو تثبيت ويندوز: لهذه الإمكانيات، يلزم وجود محرك USB خارجي. استبدلت الإصدارات الأحدث من OS X قرص التثبيت بـ وحدة تخزين USB تحتوي على البرنامج، مما يلغي الحاجة إلى التثبيت عن بعد.[بحاجة لمصدر] كما أن ماك بوك إير لا يحتوي على منفذ فاير واير، أو منفذ إيثرنت، أو مدخل دارة كهربائية، أو فتحة Kensington Security Slot.
في 14 أكتوبر 2008، تم الإعلان عن نموذج جديد بمعالج Penryn منخفض الجهد ورسومات إنفيديا جيفورس. تم زيادة سعة التخزين إلى 128 GB SSD أو 120 GB HDD، وتم استبدال منفذ micro-DVI بمنفذ Mini DisplayPort. تضمنت نسخة منتصف 2009 سعة بطارية أعلى قليلاً ومعالج Penryn أسرع.

### التصميم

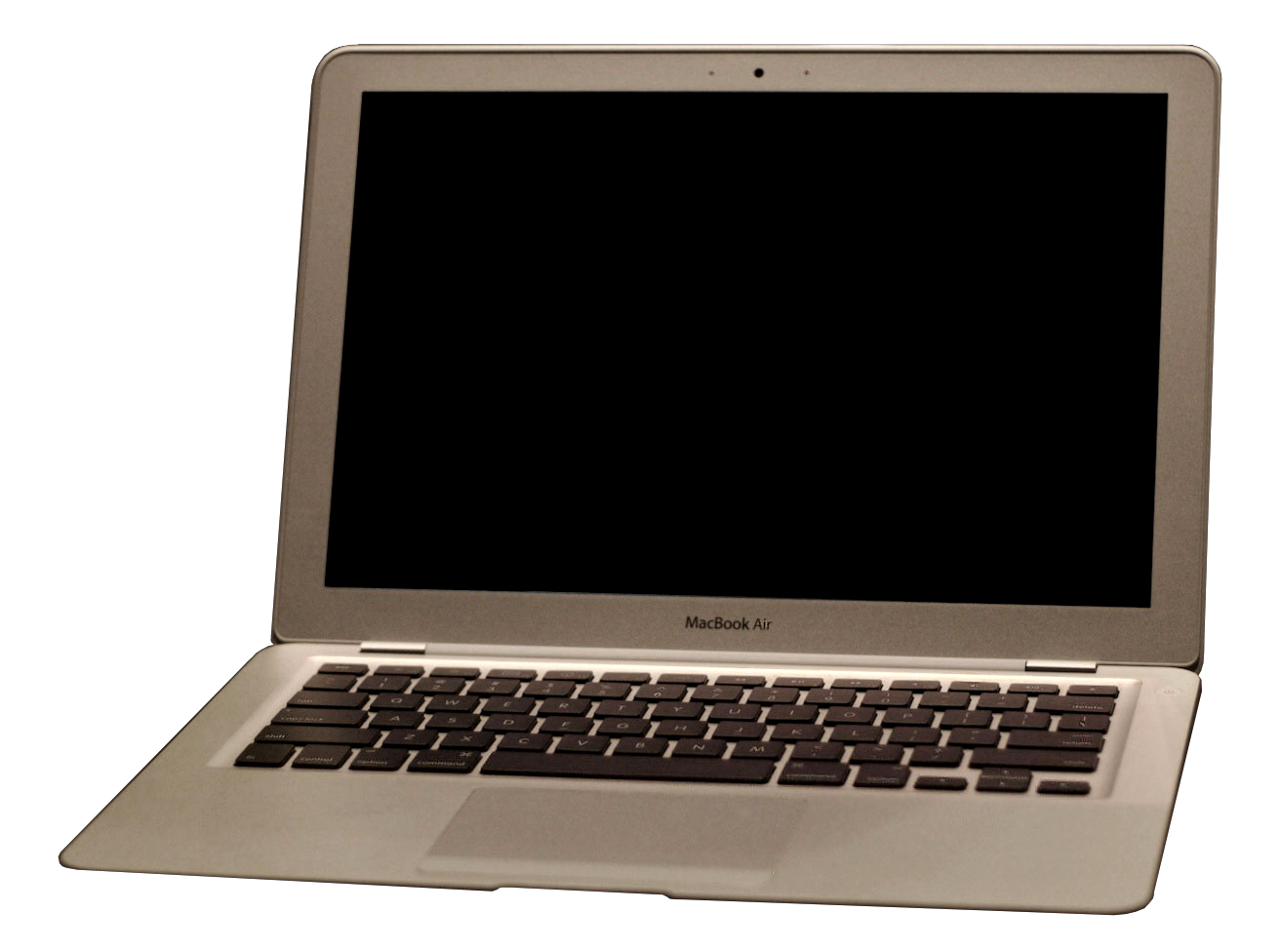
ماك بوك إير الأصلي

قامت شركة أبل بتضمين عدة ميزات في تصميم ماك بوك إير، مثل تقليل الرصاص لجعله أكثر ملاءمة للبيئة. لا يحتوي ماك بوك إير على BFRs أو أسلاك PVC، ويستوفي متطلبات نجمة الطاقة 5.0، وله هيكل قابل لإعادة التدوير، ويحتل تصنيف EPEAT الذهبي. شاشته مصنوعة من زجاج خالي من الزرنيخ ولا يحتوي على الزئبق.

### الاستقبال
عند تقديمه، تلقى ماك بوك إير مراجعات مختلطة أشادت بسهولة حمله، لكنها انتقدت التنازلات التي قدمها من حيث الميزات. تم تقدير لوحة المفاتيح الكاملة الحجم، الخفة، الرقة، ولوحة اللمس Multi-Touch في المراجعات، بينما تم انتقاد خيارات التكوين المحدودة والمنافذ، السرعة البطيئة، البطارية غير القابلة للاستبدال من قبل المستخدم، القرص الصغير، والسعر. كان الفتحة الجانبية في ماك بوك إير الأصلي ضيقة لبعض مقابس السماعات وأجهزة المسرى التسلسلي العام، مما يتطلب من المستخدمين شراء كابل تمديد. قامت شركة أبل بإزالة الفتحة الجانبية في نموذج أواخر 2010 لصالح منافذ مفتوحة مثل تلك الموجودة في ماك بوك Pro.
اشتكى بعض المستخدمين من توقف المعالج بسبب ارتفاع درجة الحرارة. أصدرت شركة أبل تحديثًا برمجيًا في أوائل مارس 2008 لإصلاح المشكلة بنتائج متفاوتة: تم تصحيح إلغاء تنشيط نواة معالج واحدة؛ ومع ذلك، أبلغ بعض المستخدمين عن استمرار مشكلة النواة الجامحة. تتفاقم المشكلة مع المهام المكثفة على النظام مثل تشغيل الفيديو أو الدردشة المرئية.
وجد آرس تكنيكا "تحسينات معتدلة" في أداء 64-GB SSD في ماك بوك إير الأصلي مقارنة بالقرص الصلب القياسي 80 GB في الاختبارات.

#### "أرق جهاز محمول في العالم"
عند إطلاق ماك بوك إير في يناير 2008، قال ستيف جوبز إنه "أرق جهاز محمول في العالم". كان هذا صحيحًا، ولكن الأهم من ذلك أن ماك بوك إير كان أرق بكثير من أجهزة الكمبيوتر المحمولة السائدة في ذلك الوقت. جعلت تكامل المكونات الكامل واستخدام فئة جديدة تمامًا من معالجات إنتل ذات TDP أقل وتكامل أعلى مما كان متاحًا سابقًا أول جهاز في موجة جديدة من أجهزة الكمبيوتر المحمولة الرقيقة عالية الأداء. على مر السنين، قامت شركة أبل بإزالة ادعاء "أرق جهاز محمول في العالم" من موادها التسويقية حيث ظهرت أجهزة كمبيوتر محمولة أخرى بنفس الرقة في السوق.

### المواصفات الفنية
|                  |                                                 | الإصدار الأصلي (أوائل 2008) | أواخر 2008 | أواخر 2008 | منتصف 2009 | منتصف 2009 |
| المكون / المعالج | المكون / المعالج                                | Merom إنتل Core 2 Duo | Penryn إنتل Core 2 Duo | Penryn إنتل Core 2 Duo | Penryn إنتل Core 2 Duo | Penryn إنتل Core 2 Duo |
| ---------------- | ----------------------------------------------- | --- | --- | --- | --- | --- |
| الجدول الزمني    | تاريخ الإعلان                                   | 15 يناير 2008 | 14 أكتوبر 2008 | 14 أكتوبر 2008 | 8 يونيو 2009 | 8 يونيو 2009 |
| الجدول الزمني    | تاريخ الإصدار                                   | 30 يناير 2008 | [بيانات ناقصة] | [بيانات ناقصة] | [بيانات ناقصة] | [بيانات ناقصة] |
| الجدول الزمني    | تاريخ الإيقاف                                   | 14 أكتوبر 2008 | 8 يونيو 2009 | 8 يونيو 2009 | 20 أكتوبر 2010 | 20 أكتوبر 2010 |
| الجدول الزمني    | تاريخ عدم الدعم                                 | أكتوبر 2014 | أكتوبر 2018 | أكتوبر 2018 | أكتوبر 2018 | أكتوبر 2018 |
| النموذج          | معرف النموذج                                    | ماك بوكأير1,1 | ماك بوكأير2,1 | ماك بوكأير2,1 | ماك بوكأير2,1 | ماك بوكأير2,1 |
| النموذج          | رقم النموذج (على الجانب السفلي)                 | A1237 | A1304 | A1304 | A1304 | A1304 |
| النموذج          | رقم الجزء (رقم الطلب)                           | MB003 | MB543 | MB940 | MC233 | MC234 |
| الشاشة (لامعة)   | الشاشة (لامعة)                                  | 13.3 بوصة، دقة أصلية 1280 × 800 بكسل (16:10، 113 نقطة في البوصة) TN. لوحة ألوان 6 بت، تدعم دقات أقل                                                      | 13.3 بوصة، دقة أصلية 1280 × 800 بكسل (16:10، 113 نقطة في البوصة) TN. لوحة ألوان 6 بت، تدعم دقات أقل                                                      | 13.3 بوصة، دقة أصلية 1280 × 800 بكسل (16:10، 113 نقطة في البوصة) TN. لوحة ألوان 6 بت، تدعم دقات أقل                                                      | 13.3 بوصة، دقة أصلية 1280 × 800 بكسل (16:10، 113 نقطة في البوصة) TN. لوحة ألوان 6 بت، تدعم دقات أقل                                                      | 13.3 بوصة، دقة أصلية 1280 × 800 بكسل (16:10، 113 نقطة في البوصة) TN. لوحة ألوان 6 بت، تدعم دقات أقل                                                      |
| الأداء           | المعالج                                         | 1.6 GHz إنتل Core 2 Duo Merom (P7500) مع ذاكرة تخزين مؤقت L2 على الشريحة بسعة 4 MB خيار 1.8 GHz (P7700) إنتل Core 2 Duo                                  | 1.6 GHz إنتل Core 2 Duo Penryn (SL9300) مع ذاكرة تخزين مؤقت L2 على الشريحة بسعة 6 MB                                                                     | 1.86 GHz إنتل Core 2 Duo Penryn (SL9400) مع ذاكرة تخزين مؤقت L2 على الشريحة بسعة 6 MB                                                                    | 1.86 GHz إنتل Core 2 Duo Penryn (SL9400) مع ذاكرة تخزين مؤقت L2 على الشريحة بسعة 6 MB                                                                    | 2.13 GHz إنتل Core 2 Duo Penryn (SL9600) مع ذاكرة تخزين مؤقت L2 على الشريحة بسعة 6 MB                                                                    |
| الأداء           | ناقل النظام / واجهة الوسائط المباشرة ‏           | 800 ميجاهرتز | 1066 ميجاهرتز | 1066 ميجاهرتز | 1066 ميجاهرتز | 1066 ميجاهرتز |
| الأداء           | الذاكرة                                         | 2 GB من 667 ميجاهرتز DDR2 SDRAM | 2 GB من 1066 ميجاهرتز DDR3 SDRAM | 2 GB من 1066 ميجاهرتز DDR3 SDRAM | 2 GB من 1066 ميجاهرتز DDR3 SDRAM | 2 GB من 1066 ميجاهرتز DDR3 SDRAM |
| الأداء           | الرسومات                                        | إنتل GMA X3100 باستخدام 144 MB من دي دي آر 2 إس دي رام (مشتركة مع ذاكرة النظام) مع إخراج Micro-DVI                                                       | إنفيديا GeForce 9400M باستخدام 256 MB من دي دي آر 3 إس دي رام (مشتركة مع ذاكرة النظام) مع إخراج Mini DisplayPort                                         | إنفيديا GeForce 9400M باستخدام 256 MB من دي دي آر 3 إس دي رام (مشتركة مع ذاكرة النظام) مع إخراج Mini DisplayPort                                         | إنفيديا GeForce 9400M باستخدام 256 MB من دي دي آر 3 إس دي رام (مشتركة مع ذاكرة النظام) مع إخراج Mini DisplayPort                                         | إنفيديا GeForce 9400M باستخدام 256 MB من دي دي آر 3 إس دي رام (مشتركة مع ذاكرة النظام) مع إخراج Mini DisplayPort                                         |
| التخزين          | التخزين                                         | 80 GB 4200 دورة في الدقيقة 1.8 بوصة PATA HDD أو 64 GB SSD                                                                                                | 120 GB 4200 دورة في الدقيقة 1.8 بوصة ساتا HDD | 128 GB SSD | 120 GB 4200 دورة في الدقيقة 1.8 بوصة ساتا HDD | 128 GB SSD |
| الاتصال          | كاميرا الفيديو                                  | iSight (640 × 480) | iSight (640 × 480) | iSight (640 × 480) | iSight (640 × 480) | iSight (640 × 480) |
| الاتصال          | الاتصال اللاسلكي                                | Wi-Fi 4 داخلي (802.11a/b/g و draft-n) بلوتوث 2.1 + EDR مستقبل الأشعة تحت الحمراء (IR) مدمج لـ شركة أبل Remote خيار محول Ethernet USB من Apple (عام 2008) | Wi-Fi 4 داخلي (802.11a/b/g و draft-n) بلوتوث 2.1 + EDR مستقبل الأشعة تحت الحمراء (IR) مدمج لـ شركة أبل Remote خيار محول Ethernet USB من Apple (عام 2008) | Wi-Fi 4 داخلي (802.11a/b/g و draft-n) بلوتوث 2.1 + EDR مستقبل الأشعة تحت الحمراء (IR) مدمج لـ شركة أبل Remote خيار محول Ethernet USB من Apple (عام 2008) | Wi-Fi 4 داخلي (802.11a/b/g و draft-n) بلوتوث 2.1 + EDR مستقبل الأشعة تحت الحمراء (IR) مدمج لـ شركة أبل Remote خيار محول Ethernet USB من Apple (عام 2008) | Wi-Fi 4 داخلي (802.11a/b/g و draft-n) بلوتوث 2.1 + EDR مستقبل الأشعة تحت الحمراء (IR) مدمج لـ شركة أبل Remote خيار محول Ethernet USB من Apple (عام 2008) |
| الاتصال          | الاتصالات الطرفية                               | 1× USB 2.0 ماج سيف منفذ فيديو Micro-DVI محول DVI-D/VGA مرفق                                                                                              | 1× USB 2.0 ماج سيف 1× منفذ فيديو Mini DisplayPort | 1× USB 2.0 ماج سيف 1× منفذ فيديو Mini DisplayPort | 1× USB 2.0 ماج سيف 1× منفذ فيديو Mini DisplayPort | 1× USB 2.0 ماج سيف 1× منفذ فيديو Mini DisplayPort |
| الاتصال          | الصوت                                           | مقبس سماعة رأس 3.5 مم مكبر صوت أحادي | مقبس سماعة رأس 3.5 مم مكبر صوت أحادي | مقبس سماعة رأس 3.5 مم مكبر صوت أحادي | مقبس سماعة رأس 3.5 مم مكبر صوت أحادي | مقبس سماعة رأس 3.5 مم مكبر صوت أحادي |
| نظام التشغيل     | الحد الأدنى                                     | ماك OS X 10.5 Leopard | ماك OS X 10.5 Leopard | ماك OS X 10.5 Leopard | ماك OS X 10.5 Leopard | ماك OS X 10.5 Leopard |
| نظام التشغيل     | أحدث إصدار                                      | ماك OS X 10.7 Lion | OS X 10.11 El Capitan | OS X 10.11 El Capitan | OS X 10.11 El Capitan | OS X 10.11 El Capitan |
| الطاقة           | البطارية (غير قابلة للإزالة ليثيوم أيون بوليمر) | 37 واط في الساعة | 37 واط في الساعة | 37 واط في الساعة | 40 واط في الساعة | 40 واط في الساعة |
| الطاقة           | عدد دورات البطارية                              | 300 | 300 | 300 | 500 | 500 |
| المظهر           | وزن الوحدة                                      | 3.0 رطل (1.36 كـغ) | 3.0 رطل (1.36 كـغ) | 3.0 رطل (1.36 كـغ) | 3.0 رطل (1.36 كـغ) | 3.0 رطل (1.36 كـغ) |
| المظهر           | الأبعاد                                         | 12.8 بوصة (33 سـم) عرضًا × 8.94 بوصة (23 سـم) عمقًا × 0.16 بوصة (0.4 سـم) إلى 0.76 بوصة (1.9 سـم) ارتفاعًا (13 بوصة)                                        | 12.8 بوصة (33 سـم) عرضًا × 8.94 بوصة (23 سـم) عمقًا × 0.16 بوصة (0.4 سـم) إلى 0.76 بوصة (1.9 سـم) ارتفاعًا (13 بوصة)                                        | 12.8 بوصة (33 سـم) عرضًا × 8.94 بوصة (23 سـم) عمقًا × 0.16 بوصة (0.4 سـم) إلى 0.76 بوصة (1.9 سـم) ارتفاعًا (13 بوصة)                                        | 12.8 بوصة (33 سـم) عرضًا × 8.94 بوصة (23 سـم) عمقًا × 0.16 بوصة (0.4 سـم) إلى 0.76 بوصة (1.9 سـم) ارتفاعًا (13 بوصة)                                        | 12.8 بوصة (33 سـم) عرضًا × 8.94 بوصة (23 سـم) عمقًا × 0.16 بوصة (0.4 سـم) إلى 0.76 بوصة (1.9 سـم) ارتفاعًا (13 بوصة)                                        |

## إعادة التصميم (2010–2017)

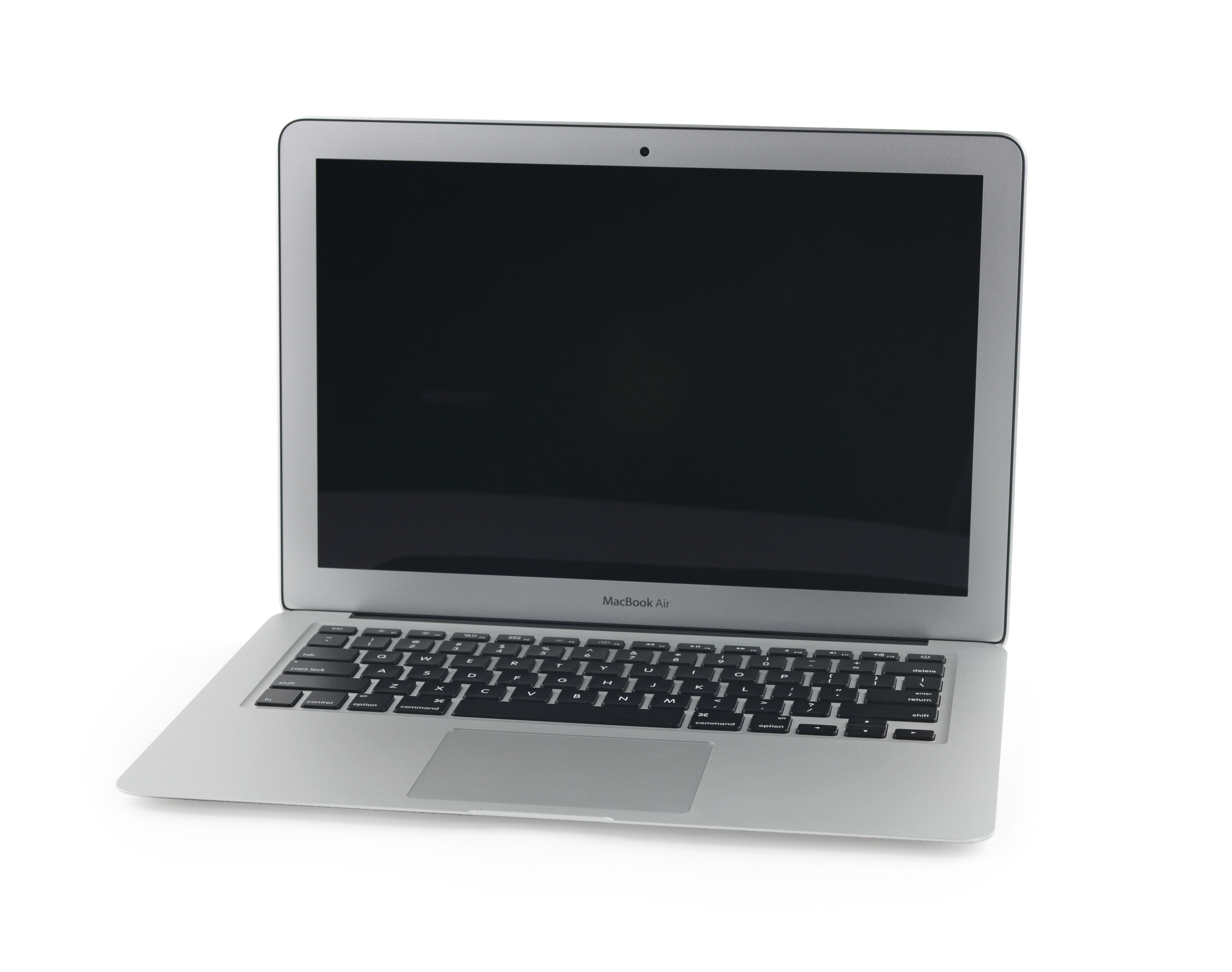
نموذج ماك بوك إير المُعاد تصميمه لعام 2010

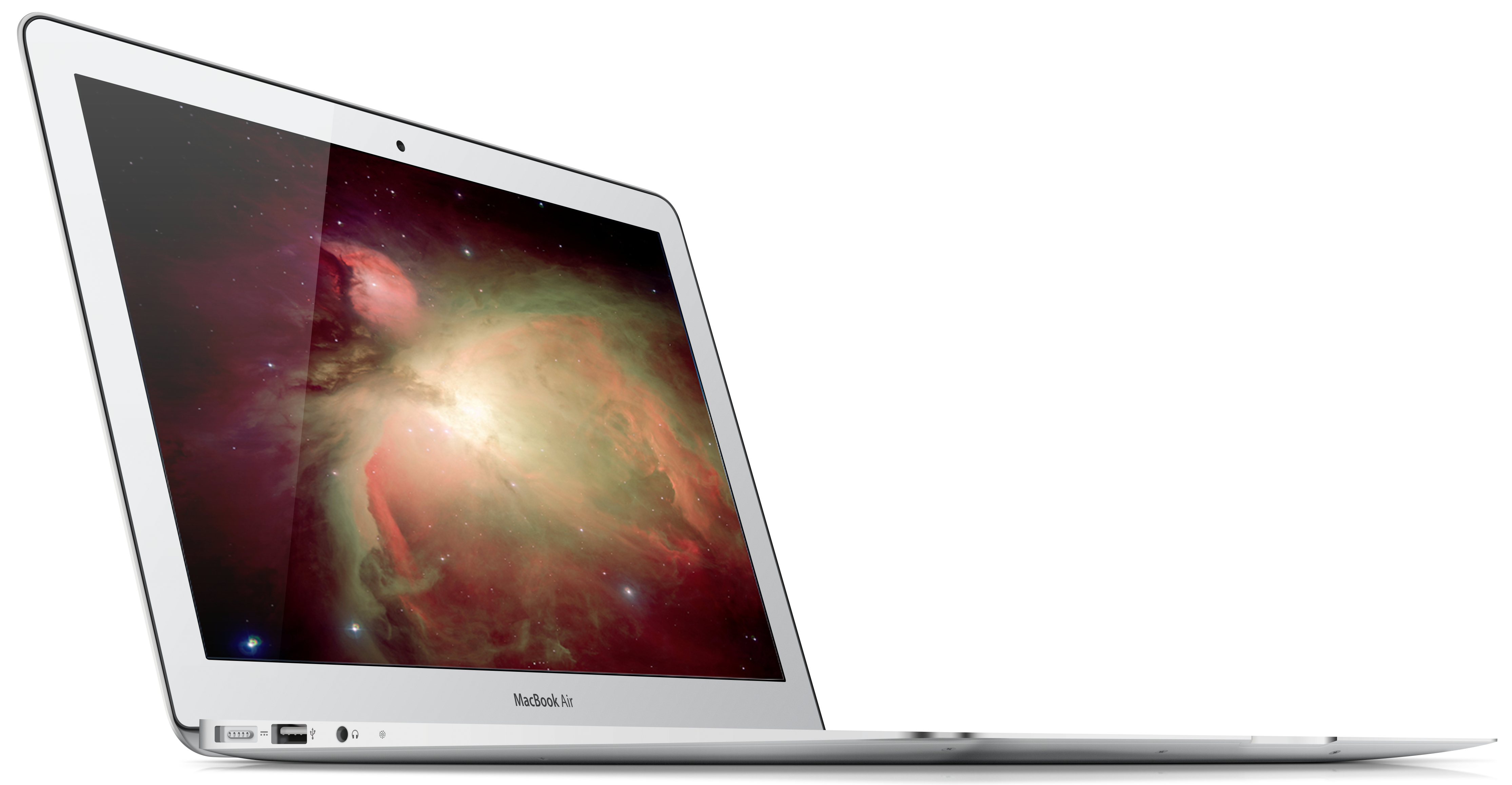
الجانب الأيسر من ماك بوك إير (منتصف 2012). من اليسار إلى اليمين: موصل طاقة ماج سيف، منفذ المسرى التسلسلي العام، مقبس سماعة الرأس والميكروفون المدمج.

في 20 أكتوبر 2010، أصدرت شركة أبل نموذجًا مُعاد تصميمه بحجم 13.3 بوصة مع هيكل مدبب، دقة شاشة أعلى، بطارية محسنة، منفذ المسرى التسلسلي العام إضافي، مكبرات صوت مجسم، وتخزين صلب قياسي. تم تقديم نموذج بحجم 11.6 بوصة، يقدم تكلفة أقل، وزنًا أخف، عمر بطارية أقصر، وأداءً أقل نسبيًا مقارنة بنموذج 13.3 بوصة، ولكن بأداء أفضل من أجهزة نت بوكs الشائعة في ذلك الوقت. كان كلا النموذجين (11 بوصة و13 بوصة) يحتويان على مخرج صوتي تناظري/مقبس سماعة رأس يدعم سماعات شركة أبل مع ميكروفون. كما تمت إضافة فتحة بطاقة SD تدعم SDXC في نموذج 13 بوصة.
في 20 يوليو 2011، أصدرت شركة أبل نماذج محدثة، والتي أصبحت أيضًا أجهزة الكمبيوتر المحمولة الأساسية من شركة أبل بسبب انخفاض الأسعار وإيقاف إنتاج ماك بوك الأبيض في نفس الوقت تقريبًا. تمت ترقية نماذج منتصف 2011 بمعالجات ساندي بريدج ثنائية النواة من إنتل Core i5 وi7، ورسومات إنتل HD Graphics 3000، ولوحات مفاتيح مضاءة خلفيًا، ومنفذ الصاعقة، وتم ترقية بلوتوث إلى الإصدار v4.0. تم زيادة خيارات التخزين القصوى إلى 256 GB. تستخدم هذه النماذج وحدة تحكم منفذ الصاعقة "Eagle Ridge" الأقل تكلفة والتي توفر قناتين منفذ الصاعقة (2 × 10 Gbit/s ثنائية الاتجاه)، مقارنة بـ ماك بوك Pro التي تستخدم وحدة تحكم "Light Ridge" التي توفر أربع قنوات منفذ الصاعقة (4 × 10 Gbit/s ثنائية الاتجاه). كما تم استبدال مفتاح Expose (F3) بمفتاح Mission Control، ومفتاح Dashboard (F4) بمفتاح Launchpad.
في 11 يونيو 2012، قامت شركة أبل بتحديث الخط بمعالجات إنتل Ivy Bridge ثنائية النواة Core i5 وi7، ورسومات HD Graphics 4000، وذاكرة أسرع، وسرعات تخزين فلاش أعلى، ناقل تسلسلي عام 3.0، كاميرا فيس تايم بدقة 720p، ومنفذ شحن ماج سيف 2 أرق. كان هذا أول نموذج من ماك بوك إير يدعم 8 إصدارات من ماك أو إس، من OS X Mountain Lion 10.8 حتى ماك أو إس Catalina 10.15.
في 10 يونيو 2013، قامت شركة أبل بتحديث الخط بمعالجات Haswell، ورسومات إنتل HD Graphics 5000، و802.11ac Wi-Fi. تمت ترقية الذاكرة القياسية إلى 4 GB، مع تكوين أقصى يصل إلى 8 GB. بدأ التخزين من 128 GB SSD، مع خيارات لـ 256 GB و512 GB. حسّنت معالجات Haswell بشكل كبير عمر البطارية مقارنة بالنماذج السابقة، حيث يمكن للنماذج العمل لمدة 9 ساعات في نموذج 11 بوصة و12 ساعة في نموذج 13 بوصة؛ حيث تجاوز فريق المراجعين توقعات عمر البطارية خلال اختبارهم. كان نموذج منتصف 2013 ثاني ماك بوك إير يدعم 9 إصدارات من ماك أو إس، من OS X Mountain Lion 10.8 حتى ماك أو إس Big Sur 11.
في مارس 2015، تم تحديث النماذج بمعالجات Broadwell، ورسومات إنتل HD Graphics 6000، ومنفذ الصاعقة 2، وتخزين وذاكرة أسرع. في عام 2017، تلقى نموذج 13 بوصة زيادة في سرعة المعالج من 1.6 GHz إلى 1.8 GHz، وتم إيقاف إنتاج نموذج 11 بوصة. ظل نموذج 2017 متاحًا للبيع بعد إطلاق شركة أبل لـ ماك بوك إير بشاشة عرض رتينا في عام 2018. تم إيقاف إنتاجه في يوليو 2019. قبل إيقافه، كان آخر جهاز كمبيوتر محمول من شركة أبل يحتوي على منافذ USB Type-A، وماج سيف (حتى إعادة تقديمه في عام 2021)، وشاشة غير ، وشعار شركة أبل خلفي مضاء، وصوت بدء التشغيل (حتى إصدار ماك أو إس Big Sur في عام 2020).

### التصميم وإمكانية الترقية

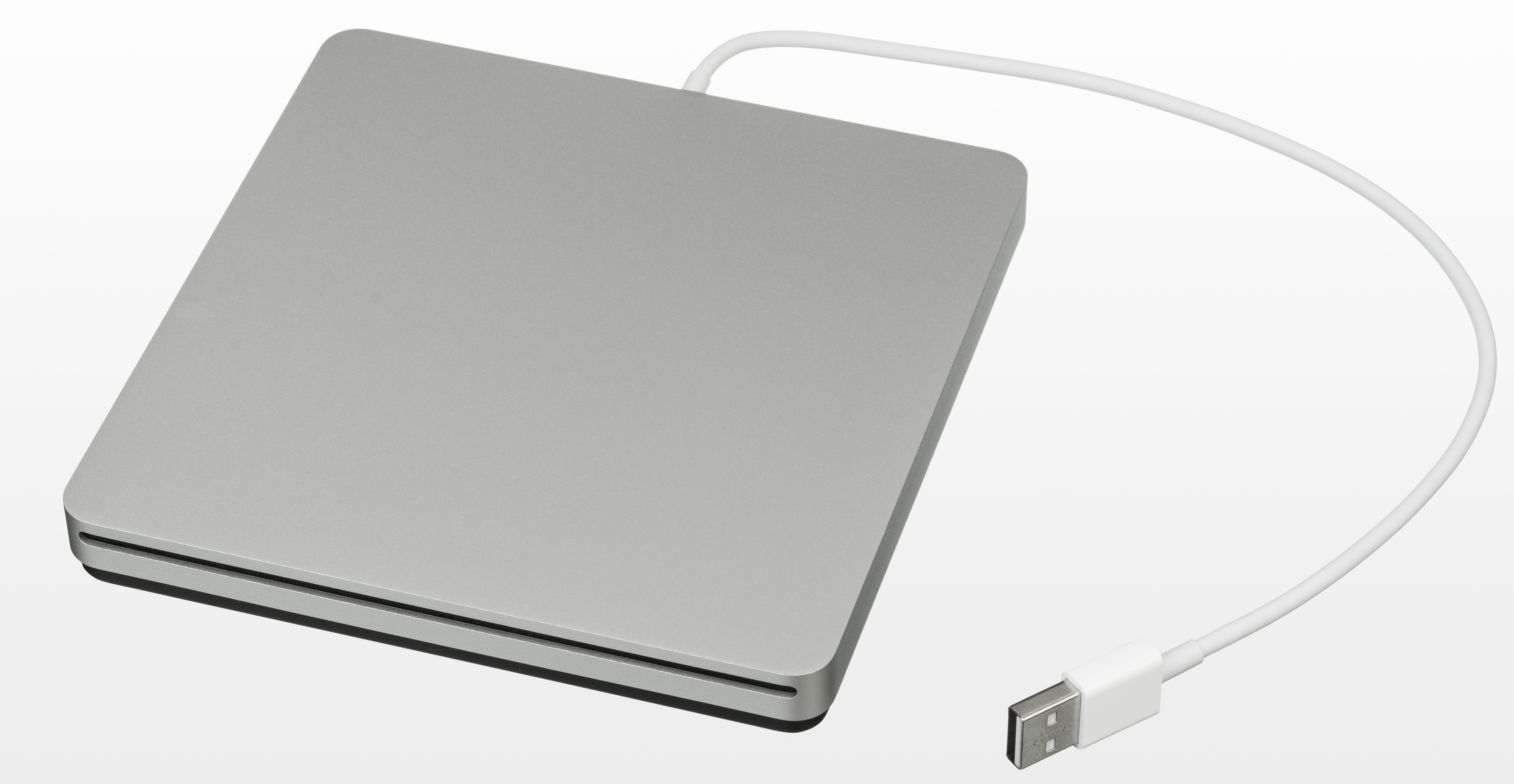
محرك الأقراص الضوئية الاختياري شركة أبل USB SuperDrive

على الرغم من أن مكونات ماك بوك إير غير قابلة للاستبدال من قبل المستخدم بشكل رسمي، إلا أن أطرافًا خارجية تبيع مجموعات ترقية لـ SSDs. يتم إغلاق ذاكرة الفلاش والبطارية داخل الهيكل، وتم لحام ذاكرة RAM على اللوحة الأم. يصعب الوصول إلى ذاكرة الفلاش وتحتوي على ذاكرة تخزين مؤقت بسعة 128 MB واتصال mSATA (تم تحديثه إلى واجهة PCIe خاصة) باللوحة الأم.

#### المشاكل
بسبب عملية تصنيع أكثر نضجًا، تعمل معالجات ماك بوك إير من 2010 إلى 2017 بشكل أفضل تحت الحمل، بينما كانت النماذج الأصلية تعمل بحرارة أعلى—كان يجب تقليل سرعة المعالج لتجنب ارتفاع درجة الحرارة مما أدى إلى تدهور الأداء.
في 17 أكتوبر 2013، أعلنت شركة أبل عن برنامج استبدال لوحدات التخزين الفلاشية بسعة 64 GB و128 GB في أجهزة ماك بوك إير التي تم شراؤها بين يونيو 2012 ويونيو 2013.

### المقارنة مع آي باد وأجهزة نت بوك
على الرغم من أن ماك بوك إير بحجم 11 بوصة أخف بـ 0.6 رطل فقط من نموذج 13 بوصة، إلا أن الفرق الأكبر يكمن في الحجم الذي يعطي كل نموذج فئة مميزة؛ حيث أن نموذج 13 بوصة أقرب في الحجم إلى معظم أجهزة الكمبيوتر المحمولة التقليدية، بينما نموذج 11 بوصة صغير تقريبًا بما يكفي ليتناسب مع المساحة التي يمكن أن تحمل آي باد.
حمل ماك بوك إير بحجم 11 بوصة الصفات الأساسية المرغوبة لجهاز نت بوك، ولكن بدون عيوب المعالج الأبطأ ونظام التشغيل الأقل كفاءة، وإن كان ذلك بسعر أعلى. في الطرف الأدنى، قدمت شركة أبل جهاز آي باد—وهو تصميم مختلف عن أجهزة نت بوك، ولكن بإمكانيات حوسبة محسنة وتكلفة إنتاج أقل. أدى كلاهما إلى انخفاض مبيعات أجهزة نت بوك، ونتيجة لذلك توقفت معظم شركات تصنيع أجهزة الكمبيوتر عن إنتاج خطوط أجهزة نت بوك الخاصة بها. مستفيدة من نجاح ماك بوك إير، قامت إنتل بالترويج لأجهزة ألترابوك كمعيار جديد للتنقل العالي، والذي أشاد به بعض المحللين على أنه نجح حيث فشلت أجهزة نت بوك.

### منافسة إنتل مع أجهزة ألترابوك
طورت إنتل مجموعة من المواصفات لجهاز ألترابوك، وهو نوع عالي الجودة من أجهزة subnotebook التي تنتجها شركات تصنيع أجهزة الكمبيوتر المختلفة وعادة ما تعمل بنظام ويندوز. تتنافس أجهزة ألترابوك مباشرة مع ماك بوك إير، حيث تهدف إلى تقليل الحجم والوزن، وإطالة عمر البطارية دون المساس بالأداء.
حتى 1 يوليو 2013، حصل ماك بوك إير على 56 بالمئة من إجمالي مبيعات أجهزة ألترابوك في الولايات المتحدة، على الرغم من كونه أحد المنافسين الأعلى سعرًا. كانت شركة أبل تهيمن سابقًا على سوق أجهزة الكمبيوتر الفاخرة، حيث كانت تمتلك حصة سوقية بنسبة 91 بالمئة لأجهزة الكمبيوتر التي يزيد سعرها عن 1000 دولار في عام 2009، وفقًا لـ NPD، وكانت أجهزة ألترابوك محاولة من شركات تصنيع أجهزة الكمبيوتر الأخرى للدخول إلى مجال شركة أبل. بينما لم تكن خطوط ماك بوك من شركة أبل محصنة ضد هذا الاتجاه الاستهلاكي نحو الأجهزة المحمولة، إلا أنها تمكنت من شحن 2.8 مليون جهاز ماك بوك في الربع الثاني من عام 2012 (معظمها من ماك بوك إير) مقارنة بـ 500,000 جهاز ألترابوك إجماليًا، على الرغم من وجود عشرات أجهزة ألترابوك من شركات تصنيع مختلفة في السوق بينما كانت شركة أبل تقدم فقط نماذج 11 بوصة و13 بوصة من ماك بوك إير. يعزو محلل فورستر ‏ فرانك جيليت نجاح شركة أبل المتزايد في سوق المؤسسات إلى ماك بوك إير 2010 وآي باد.
على الرغم من أن العديد من أجهزة ألترابوك تمكنت من ادعاء تميزات فردية مثل كونها الأخف أو الأرق، إلا أن ماك بوك إير كان يعتبر من قبل المراجعين أفضل جهاز ألترابوك شامل من حيث "تجربة نظام التشغيل OS X، لوحة المفاتيح الكاملة، لوحة اللمس المتفوقة، موصل منفذ الصاعقة والبناء المعدني عالي الجودة بالكامل".
يتمتع جهاز Surface Pro 2 من Microsoft بحجم وسعر مشابه لجهاز ماك بوك إير بحجم 11 بوصة؛ وقد انتقد الرئيس التنفيذي لشركة شركة أبل تيم كوك جهاز Surface Pro وأجهزة ألترابوك الهجينة الأخرى التي تعمل بنظام ويندوز 8 القائم على اللمس، والتي تحاول الجمع بين وظائف الكمبيوتر اللوحي والكمبيوتر الشخصي في جهاز واحد، قائلًا إن مثل هذه الأجهزة مربكة مثل محاولة "الجمع بين ثلاجة ومحمصة خبز".
عند إصداره في أكتوبر 2010، كانت دقة شاشة نموذج 13 بوصة أعلى من متوسط دقة شاشات 1366×768 لأجهزة الكمبيوتر المحمولة ذات الحجم المماثل. ومع ذلك، بحلول عام 2013، ومع وجود العديد من أجهزة ألترابوك الفاخرة التي تحتوي على شاشات عالية الدقة (1080p أو أعلى) كمعيار أو ترقيات، تعرض ماك بوك إير لانتقادات متزايدة بسبب التمسك بشاشة منخفضة الدقة. توقع الكثيرون في المجتمع التقني أن تطلق شركة أبل جهاز ماك بوك إير بشاشة عرض رتينا Display بحلول صيف 2013، على غرار ماك بوك Pro عرض رتينا الذي صدر في عام 2012. تم ذكر تحديث أكتوبر 2013 لجهاز ماك بوك Pro عرض رتينا بحجم 13 بوصة، مع هيكل أنحف وسعر أقل، كبديل محتمل لـ ماك بوك إير حيث أن عمر البطارية ليس أقصر بكثير بينما لا يكون الجهاز أكبر حجمًا بشكل ملحوظ. أطلقت شركة أبل نسخة أساسية من جهاز ماك بوك Pro بحجم 13 بوصة في 27 أكتوبر 2016، والتي كانت موجهة تحديدًا لمستخدمي ماك بوك إير. تم إطلاق جهاز ماك بوك إير بشاشة عرض رتينا في أواخر عام 2018.
جهاز ماك بوك إير بحجم 11.6 بوصة، الذي تم تقديمه في أكتوبر 2010، أكبر قليلاً وأثقل (عند الإغلاق) من آي باد 2. تم اعتبار جهاز 11.6 بوصة نحيفًا وخفيفًا مقارنة بأجهزة ultraportable الأخرى، مثل Sony VAIO Z وSamsung Series 9 بحجم 11 بوصة.
اعتبارًا من عام 2013، تمكنت عدة أجهزة ألترابوك مثل Sony VAIO Pro من تحقيق أبعاد أصغر من ماك بوك إير باستخدام بوليمر مدعم بألياف الكربون.

### المواصفات الفنية
|  | قديم |  | قديم |  | متوقف |

| النموذج                                    | النموذج           | أواخر 2010                                                                                              | أواخر 2010                                                                                              | منتصف 2011 | منتصف 2011 | منتصف 2011 (للتعليم فقط) | منتصف 2012 | منتصف 2012 | منتصف 2012 (للتعليم فقط) | منتصف 2013 | منتصف 2013 | أوائل 2014 | أوائل 2014 | أوائل 2015 | أوائل 2015 | 2017 | 2017 |
| المكون / المعالج                           | المكون / المعالج  | Penryn إنتل Core                                                                                        | Penryn إنتل Core                                                                                        | ساندي بريدج إنتل Core | ساندي بريدج إنتل Core | ساندي بريدج إنتل Core | Ivy Bridge إنتل Core | Ivy Bridge إنتل Core | Ivy Bridge إنتل Core | Haswell إنتل Core | Haswell إنتل Core | Haswell إنتل Core | Haswell إنتل Core | Broadwell إنتل Core | Broadwell إنتل Core | Broadwell إنتل Core | Broadwell إنتل Core |
| ------------------------------------------ | ----------------- | --- | --- | --- | --- | --- | --- | --- | --- | --- | --- | --- | --- | --- | --- | --- | --- |
| تاريخ الإصدار                              | 11"               | 20 أكتوبر 2010                                                                                          | 20 أكتوبر 2010                                                                                          | 20 يوليو 2011 | 20 يوليو 2011 | — | 11 يونيو 2012 | 11 يونيو 2012 | — | 10 يونيو 2013 | 10 يونيو 2013 | 29 أبريل 2014 | 29 أبريل 2014 | 9 مارس 2015 | 9 مارس 2015 | — | — |
| تاريخ الإصدار                              | 13"               | 20 أكتوبر 2010                                                                                          | 20 أكتوبر 2010                                                                                          | 20 يوليو 2011 | 20 يوليو 2011 | 12 فبراير 2012 | 11 يونيو 2012 | 11 يونيو 2012 | 12 سبتمبر 2012 | 10 يونيو 2013 | 10 يونيو 2013 | 29 أبريل 2014 | 29 أبريل 2014 | 9 مارس 2015 | 9 مارس 2015 | 5 يونيو 2017 | 5 يونيو 2017 |
| تاريخ الإيقاف                              | 11"               | 20 يوليو 2011                                                                                           | 20 يوليو 2011                                                                                           | 11 يونيو 2012 | 11 يونيو 2012 | — | 10 يونيو 2013 | 10 يونيو 2013 | — | 29 أبريل 2014 | 29 أبريل 2014 | 9 مارس 2015 | 9 مارس 2015 | 27 أكتوبر 2016 | 27 أكتوبر 2016 | — | — |
| تاريخ الإيقاف                              | 13"               | 20 يوليو 2011                                                                                           | 20 يوليو 2011                                                                                           | 11 يونيو 2012 | 11 يونيو 2012 | 11 يونيو 2012 | 10 يونيو 2013 | 10 يونيو 2013 | 13 فبراير 2013 | 29 أبريل 2014 | 29 أبريل 2014 | 9 مارس 2015 | 9 مارس 2015 | 5 يونيو 2017 | 5 يونيو 2017 | 9 يوليو 2019 / 8 يناير 2021 | 9 يوليو 2019 / 8 يناير 2021 |
| تاريخ عدم الدعم                            | 11"               | 12 نوفمبر 2020                                                                                          | 12 نوفمبر 2020                                                                                          | 12 نوفمبر 2020 | 12 نوفمبر 2020 | — | 30 نوفمبر 2022 | 30 نوفمبر 2022 | — | 26 سبتمبر 2023 | 26 سبتمبر 2023 | 26 سبتمبر 2023 | 26 سبتمبر 2023 | 16 سبتمبر 2024 | 16 سبتمبر 2024 | — | — |
| تاريخ عدم الدعم                            | 13"               | 12 نوفمبر 2020                                                                                          | 12 نوفمبر 2020                                                                                          | 12 نوفمبر 2020 | 12 نوفمبر 2020 | 12 نوفمبر 2020 | 30 نوفمبر 2022 | 30 نوفمبر 2022 | 30 نوفمبر 2022 | 26 سبتمبر 2023 | 26 سبتمبر 2023 | 26 سبتمبر 2023 | 26 سبتمبر 2023 | 16 سبتمبر 2024 | 16 سبتمبر 2024 | 16 سبتمبر 2024 | 16 سبتمبر 2024 |
| معرف النموذج                               | 11"               | ماك بوكأير3,1                                                                                           | ماك بوكأير3,1                                                                                           | ماك بوكأير4,1 | ماك بوكأير4,1 | — | ماك بوكأير5,1 | ماك بوكأير5,1 | — | ماك بوكأير6,1 | ماك بوكأير6,1 | ماك بوكأير6,1 | ماك بوكأير6,1 | ماك بوكأير7,1 | ماك بوكأير7,1 | — | — |
| معرف النموذج                               | 13"               | ماك بوكأير3,2                                                                                           | ماك بوكأير3,2                                                                                           | ماك بوكأير4,2 | ماك بوكأير4,2 | ماك بوكأير4,2 | ماك بوكأير5,2 | ماك بوكأير5,2 | ماك بوكأير5,2 | ماك بوكأير6,2 | ماك بوكأير6,2 | ماك بوكأير6,2 | ماك بوكأير6,2 | ماك بوكأير7,2 | ماك بوكأير7,2 | ماك بوكأير7,2 | ماك بوكأير7,2 |
| رقم النموذج (على الجانب السفلي)            | 11"               | A1370                                                                                                   | A1370                                                                                                   | A1370 | A1370 | — | A1465 | A1465 | — | A1465 | A1465 | A1465 | A1465 | A1465 | A1465 | — | — |
| رقم النموذج (على الجانب السفلي)            | 13"               | A1369                                                                                                   | A1369                                                                                                   | A1369 | A1369 | A1369 | A1466 | A1466 | A1466 | A1466 | A1466 | A1466 | A1466 | A1466 | A1466 | A1466 | A1466 |
| رقم الجزء/الطلب ($USD السعر)               | 11"               | MC505 ($999)                                                                                            | MC506 ($1199)                                                                                           | MC968 ($999) | MC969 ($1199) | — | MD223 ($999) | MD224 ($1099) | — | MD711/A ($999) | MD712/A ($1199) | MD711/B ($899) | MD712/B ($1099) | MJVM2 ($899) | MJVP2 ($1099) | — | — |
| رقم الجزء/الطلب ($USD السعر)               | 13"               | MC503 ($1299)                                                                                           | MC504 ($1599)                                                                                           | MC965 ($1299) | MC966 ($1599) | MD508 (حزمة من خمسة مقابل $4995) | MD231 ($1199) | MD232 ($1499) | MD628 (حزمة من خمسة مقابل $4995) | MD760/A ($1099) | MD761/A ($1299) | MD760/B ($999) | MD761/B ($1199) | MJVE2بدءًا من 19 أبريل 2016: MMGF2 ($999) | MJVG2بدءًا من 19 أبريل 2016: MMGG2 ($1199) | MQD32 ($999) | MQD42 ($1199) |
| المعالج                                    | 11"               | 1.4 GHz إنتل Core 2 Duo (SU9400) Penryn مع ذاكرة تخزين مؤقت L2 على الشريحة بسعة 3 MB                    | 1.6 GHz إنتل Core 2 Duo (SU9600) Penryn مع ذاكرة تخزين مؤقت L2 على الشريحة بسعة 3 MB                    | 1.6 GHz ثنائي النواة إنتل Core i5 (2467M) ساندي بريدج مع ذاكرة تخزين مؤقت L3 مشتركة بسعة 3 MB خيار 1.8 GHz ثنائي النواة Intel Core i7 (2677M) ساندي بريدج مع ذاكرة تخزين مؤقت L3 مشتركة بسعة 4 MB (+$150) | 1.6 GHz ثنائي النواة إنتل Core i5 (2467M) ساندي بريدج مع ذاكرة تخزين مؤقت L3 مشتركة بسعة 3 MB خيار 1.8 GHz ثنائي النواة Intel Core i7 (2677M) ساندي بريدج مع ذاكرة تخزين مؤقت L3 مشتركة بسعة 4 MB (+$150) | — | 1.7 GHz ثنائي النواة إنتل Core i5 (3317U) Ivy Bridge مع ذاكرة تخزين مؤقت L3 مشتركة بسعة 3 MB خيار 2.0 GHz ثنائي النواة Intel Core i7 (3667U) Ivy Bridge مع ذاكرة تخزين مؤقت L3 مشتركة بسعة 4 MB (+$150 لـ MD224، +$100 لـ MD232) | 1.7 GHz ثنائي النواة إنتل Core i5 (3317U) Ivy Bridge مع ذاكرة تخزين مؤقت L3 مشتركة بسعة 3 MB خيار 2.0 GHz ثنائي النواة Intel Core i7 (3667U) Ivy Bridge مع ذاكرة تخزين مؤقت L3 مشتركة بسعة 4 MB (+$150 لـ MD224، +$100 لـ MD232) | — | 1.3 GHz ثنائي النواة إنتل Core i5 (4250U) Haswell مع ذاكرة تخزين مؤقت L3 مشتركة بسعة 3 MB خيار 1.7 GHz ثنائي النواة Intel Core i7 (4650U) Haswell مع ذاكرة تخزين مؤقت L3 مشتركة بسعة 4 MB (+$150) | 1.3 GHz ثنائي النواة إنتل Core i5 (4250U) Haswell مع ذاكرة تخزين مؤقت L3 مشتركة بسعة 3 MB خيار 1.7 GHz ثنائي النواة Intel Core i7 (4650U) Haswell مع ذاكرة تخزين مؤقت L3 مشتركة بسعة 4 MB (+$150) | 1.4 GHz ثنائي النواة إنتل Core i5 (4260U) Haswell مع ذاكرة تخزين مؤقت L3 مشتركة بسعة 3 MB خيار 1.7 GHz ثنائي النواة Intel Core i7 (4650U) Haswell مع ذاكرة تخزين مؤقت L3 مشتركة بسعة 4 MB (+$150) | 1.4 GHz ثنائي النواة إنتل Core i5 (4260U) Haswell مع ذاكرة تخزين مؤقت L3 مشتركة بسعة 3 MB خيار 1.7 GHz ثنائي النواة Intel Core i7 (4650U) Haswell مع ذاكرة تخزين مؤقت L3 مشتركة بسعة 4 MB (+$150) | 1.6 GHz ثنائي النواة إنتل Core i5 (5250U) Broadwell مع ذاكرة تخزين مؤقت L3 مشتركة بسعة 3 MB خيار 2.2 GHz ثنائي النواة Intel Core i7 (5650U) Broadwell مع ذاكرة تخزين مؤقت L3 مشتركة بسعة 4 MB (+$150) | 1.6 GHz ثنائي النواة إنتل Core i5 (5250U) Broadwell مع ذاكرة تخزين مؤقت L3 مشتركة بسعة 3 MB خيار 2.2 GHz ثنائي النواة Intel Core i7 (5650U) Broadwell مع ذاكرة تخزين مؤقت L3 مشتركة بسعة 4 MB (+$150) | — | — |
| المعالج                                    | 13"               | 1.86 GHz إنتل Core 2 Duo (SL9400) Penryn مع ذاكرة تخزين مؤقت L2 على الشريحة بسعة 6 MB                   | 2.13 GHz إنتل Core 2 Duo (SL9600) Penryn مع ذاكرة تخزين مؤقت L2 على الشريحة بسعة 6 MB                   | 1.7 GHz ثنائي النواة إنتل Core i5 (2557M) ساندي بريدج مع ذاكرة تخزين مؤقت L3 مشتركة بسعة 3 MB خيار 1.8 GHz ثنائي النواة Intel Core i7 (2677M) ساندي بريدج مع ذاكرة تخزين مؤقت L3 مشتركة بسعة 4 MB (+$100) | 1.7 GHz ثنائي النواة إنتل Core i5 (2557M) ساندي بريدج مع ذاكرة تخزين مؤقت L3 مشتركة بسعة 3 MB خيار 1.8 GHz ثنائي النواة Intel Core i7 (2677M) ساندي بريدج مع ذاكرة تخزين مؤقت L3 مشتركة بسعة 4 MB (+$100) | 1.6 GHz ثنائي النواة إنتل Core i5 (2467M) ساندي بريدج مع ذاكرة تخزين مؤقت L3 مشتركة بسعة 3 MB                                              | 1.8 GHz ثنائي النواة إنتل Core i5 (3427U) Ivy Bridge مع ذاكرة تخزين مؤقت L3 مشتركة بسعة 3 MB خيار 2.0 GHz ثنائي النواة Intel Core i7 (3667U) Ivy Bridge مع ذاكرة تخزين مؤقت L3 مشتركة بسعة 4 MB (+$150 لـ MD224، +$100 لـ MD232) | 1.8 GHz ثنائي النواة إنتل Core i5 (3427U) Ivy Bridge مع ذاكرة تخزين مؤقت L3 مشتركة بسعة 3 MB خيار 2.0 GHz ثنائي النواة Intel Core i7 (3667U) Ivy Bridge مع ذاكرة تخزين مؤقت L3 مشتركة بسعة 4 MB (+$150 لـ MD224، +$100 لـ MD232) | 1.7 GHz ثنائي النواة إنتل Core i5 (3317U) Ivy Bridge مع ذاكرة تخزين مؤقت L3 مشتركة بسعة 3 MB                                               | 1.3 GHz ثنائي النواة إنتل Core i5 (4250U) Haswell مع ذاكرة تخزين مؤقت L3 مشتركة بسعة 3 MB خيار 1.7 GHz ثنائي النواة Intel Core i7 (4650U) Haswell مع ذاكرة تخزين مؤقت L3 مشتركة بسعة 4 MB (+$150) | 1.3 GHz ثنائي النواة إنتل Core i5 (4250U) Haswell مع ذاكرة تخزين مؤقت L3 مشتركة بسعة 3 MB خيار 1.7 GHz ثنائي النواة Intel Core i7 (4650U) Haswell مع ذاكرة تخزين مؤقت L3 مشتركة بسعة 4 MB (+$150) | 1.4 GHz ثنائي النواة إنتل Core i5 (4260U) Haswell مع ذاكرة تخزين مؤقت L3 مشتركة بسعة 3 MB خيار 1.7 GHz ثنائي النواة Intel Core i7 (4650U) Haswell مع ذاكرة تخزين مؤقت L3 مشتركة بسعة 4 MB (+$150) | 1.4 GHz ثنائي النواة إنتل Core i5 (4260U) Haswell مع ذاكرة تخزين مؤقت L3 مشتركة بسعة 3 MB خيار 1.7 GHz ثنائي النواة Intel Core i7 (4650U) Haswell مع ذاكرة تخزين مؤقت L3 مشتركة بسعة 4 MB (+$150) | 1.6 GHz ثنائي النواة إنتل Core i5 (5250U) Broadwell مع ذاكرة تخزين مؤقت L3 مشتركة بسعة 3 MB خيار 2.2 GHz ثنائي النواة Intel Core i7 (5650U) Broadwell مع ذاكرة تخزين مؤقت L3 مشتركة بسعة 4 MB (+$150) | 1.6 GHz ثنائي النواة إنتل Core i5 (5250U) Broadwell مع ذاكرة تخزين مؤقت L3 مشتركة بسعة 3 MB خيار 2.2 GHz ثنائي النواة Intel Core i7 (5650U) Broadwell مع ذاكرة تخزين مؤقت L3 مشتركة بسعة 4 MB (+$150) | 1.8 GHz ثنائي النواة إنتل Core i5 (5350U) Broadwell مع ذاكرة تخزين مؤقت L3 مشتركة بسعة 3 MB خيار 2.2 GHz ثنائي النواة Intel Core i7 (5650U) Broadwell مع ذاكرة تخزين مؤقت L3 مشتركة بسعة 4 MB | 1.8 GHz ثنائي النواة إنتل Core i5 (5350U) Broadwell مع ذاكرة تخزين مؤقت L3 مشتركة بسعة 3 MB خيار 2.2 GHz ثنائي النواة Intel Core i7 (5650U) Broadwell مع ذاكرة تخزين مؤقت L3 مشتركة بسعة 4 MB |
| ناقل النظام / واجهة الوسائط المباشرة ‏      | 11"               | 800 MHz                                                                                                 | 800 MHz                                                                                                 | 800 MHz | 800 MHz | — | إنتل واجهة الوسائط المباشرة ‏, 5.0 GT/s | إنتل واجهة الوسائط المباشرة ‏, 5.0 GT/s | — | إنتل واجهة الوسائط المباشرة ‏, 5.0 GT/s | إنتل واجهة الوسائط المباشرة ‏, 5.0 GT/s | إنتل واجهة الوسائط المباشرة ‏, 5.0 GT/s | إنتل واجهة الوسائط المباشرة ‏, 5.0 GT/s | إنتل واجهة الوسائط المباشرة ‏, 5.0 GT/s | إنتل واجهة الوسائط المباشرة ‏, 5.0 GT/s | إنتل واجهة الوسائط المباشرة ‏, 5.0 GT/s | — |
| ناقل النظام / واجهة الوسائط المباشرة ‏      | 13"               | 1066 MHz                                                                                                | 1066 MHz                                                                                                | إنتل واجهة الوسائط المباشرة ‏, 5.0 GT/s | إنتل واجهة الوسائط المباشرة ‏, 5.0 GT/s | إنتل واجهة الوسائط المباشرة ‏, 5.0 GT/s | إنتل واجهة الوسائط المباشرة ‏, 5.0 GT/s | إنتل واجهة الوسائط المباشرة ‏, 5.0 GT/s | إنتل واجهة الوسائط المباشرة ‏, 5.0 GT/s | إنتل واجهة الوسائط المباشرة ‏, 5.0 GT/s | إنتل واجهة الوسائط المباشرة ‏, 5.0 GT/s | إنتل واجهة الوسائط المباشرة ‏, 5.0 GT/s | إنتل واجهة الوسائط المباشرة ‏, 5.0 GT/s | إنتل واجهة الوسائط المباشرة ‏, 5.0 GT/s | إنتل واجهة الوسائط المباشرة ‏, 5.0 GT/s | إنتل واجهة الوسائط المباشرة ‏, 5.0 GT/s | إنتل واجهة الوسائط المباشرة ‏, 5.0 GT/s |
| الرسومات (مشتركة مع ذاكرة النظام)          | 11"               | Nvidia GeForce 320M باستخدام 256 MB DDR3 SDRAM مع إخراج Mini DisplayPort                                | Nvidia GeForce 320M باستخدام 256 MB DDR3 SDRAM مع إخراج Mini DisplayPort                                | إنتل HD Graphics 3000 معالج باستخدام 256 MB DDR3 SDRAM | إنتل HD Graphics 3000 معالج باستخدام 256 MB DDR3 SDRAM | — | إنتل HD Graphics 4000 معالج مع ذاكرة DDR3L SDRAM مشتركة تصل إلى 512 MB من الذاكرة الرئيسية | إنتل HD Graphics 4000 معالج مع ذاكرة DDR3L SDRAM مشتركة تصل إلى 512 MB من الذاكرة الرئيسية | — | إنتل HD Graphics 5000 معالج مع ذاكرة LPDDR3 SDRAM مشتركة تصل إلى 1.5 GB من الذاكرة الرئيسية | إنتل HD Graphics 5000 معالج مع ذاكرة LPDDR3 SDRAM مشتركة تصل إلى 1.5 GB من الذاكرة الرئيسية | إنتل HD Graphics 5000 معالج مع ذاكرة LPDDR3 SDRAM مشتركة تصل إلى 1.5 GB من الذاكرة الرئيسية | إنتل HD Graphics 5000 معالج مع ذاكرة LPDDR3 SDRAM مشتركة تصل إلى 1.5 GB من الذاكرة الرئيسية | إنتل HD Graphics 6000 معالج مع ذاكرة LPDDR3 SDRAM مشتركة تصل إلى 1.5 GB من الذاكرة الرئيسية | إنتل HD Graphics 6000 معالج مع ذاكرة LPDDR3 SDRAM مشتركة تصل إلى 1.5 GB من الذاكرة الرئيسية | إنتل HD Graphics 6000 معالج مع ذاكرة LPDDR3 SDRAM مشتركة تصل إلى 1.5 GB من الذاكرة الرئيسية                                                                                                   | — |
| الرسومات (مشتركة مع ذاكرة النظام)          | 13"               | Nvidia GeForce 320M باستخدام 256 MB DDR3 SDRAM مع إخراج Mini DisplayPort                                | Nvidia GeForce 320M باستخدام 256 MB DDR3 SDRAM مع إخراج Mini DisplayPort                                | إنتل HD Graphics 3000 معالج باستخدام 384 MB DDR3 SDRAM | إنتل HD Graphics 3000 معالج باستخدام 384 MB DDR3 SDRAM | إنتل HD Graphics 3000 معالج باستخدام 256 MB DDR3 SDRAM                                                                                     | إنتل HD Graphics 4000 معالج مع ذاكرة DDR3L SDRAM مشتركة تصل إلى 512 MB من الذاكرة الرئيسية | إنتل HD Graphics 4000 معالج مع ذاكرة DDR3L SDRAM مشتركة تصل إلى 512 MB من الذاكرة الرئيسية | إنتل HD Graphics 4000 معالج مع ذاكرة DDR3L SDRAM مشتركة تصل إلى 512 MB من الذاكرة الرئيسية                                                 | إنتل HD Graphics 5000 معالج مع ذاكرة LPDDR3 SDRAM مشتركة تصل إلى 1.5 GB من الذاكرة الرئيسية | إنتل HD Graphics 5000 معالج مع ذاكرة LPDDR3 SDRAM مشتركة تصل إلى 1.5 GB من الذاكرة الرئيسية | إنتل HD Graphics 5000 معالج مع ذاكرة LPDDR3 SDRAM مشتركة تصل إلى 1.5 GB من الذاكرة الرئيسية | إنتل HD Graphics 5000 معالج مع ذاكرة LPDDR3 SDRAM مشتركة تصل إلى 1.5 GB من الذاكرة الرئيسية | إنتل HD Graphics 6000 معالج مع ذاكرة LPDDR3 SDRAM مشتركة تصل إلى 1.5 GB من الذاكرة الرئيسية | إنتل HD Graphics 6000 معالج مع ذاكرة LPDDR3 SDRAM مشتركة تصل إلى 1.5 GB من الذاكرة الرئيسية | إنتل HD Graphics 6000 معالج مع ذاكرة LPDDR3 SDRAM مشتركة تصل إلى 1.5 GB من الذاكرة الرئيسية                                                                                                   | إنتل HD Graphics 6000 معالج مع ذاكرة LPDDR3 SDRAM مشتركة تصل إلى 1.5 GB من الذاكرة الرئيسية                                                                                                   |
| الذاكرة                                    | الذاكرة           | 2 GB (IEC معرف GiB) 1066 MHz DDR3 SDRAM خيار 4 GB (+$100)                                               | 2 GB (IEC معرف GiB) 1066 MHz DDR3 SDRAM خيار 4 GB (+$100)                                               | 2 GB (11") 1333 MHz DDR3 SDRAM خيار 4 GB (+$100)4 GB (13") 1333 MHz DDR3 SDRAM | 4 GB 1333 MHz DDR3 SDRAM | 2 GB 1333 MHz DDR3 SDRAM | 4 GB 1600 MHz DDR3L SDRAM خيار 8 GB (+$100) | 4 GB 1600 MHz DDR3L SDRAM خيار 8 GB (+$100) | 4 GB 1600 MHz DDR3L SDRAM | 4 GB 1600 MHz معدل البيانات المزدوجة منخفض الطاقة ‏ SDRAM خيار 8 GB (+$100) | 4 GB 1600 MHz معدل البيانات المزدوجة منخفض الطاقة ‏ SDRAM خيار 8 GB (+$100) | 4 GB 1600 MHz معدل البيانات المزدوجة منخفض الطاقة ‏ SDRAM خيار 8 GB (+$100) | 4 GB 1600 MHz معدل البيانات المزدوجة منخفض الطاقة ‏ SDRAM خيار 8 GB (+$100) | 4 GB 1600 MHz معدل البيانات المزدوجة منخفض الطاقة ‏ SDRAM خيار 8 GBبدءًا من 19 أبريل 2016: 8 GB قياسي لإصدار 13 بوصة                                                                                    | 4 GB 1600 MHz معدل البيانات المزدوجة منخفض الطاقة ‏ SDRAM خيار 8 GBبدءًا من 19 أبريل 2016: 8 GB قياسي لإصدار 13 بوصة                                                                                    | 8 GB 1600 MHz معدل البيانات المزدوجة منخفض الطاقة ‏ SDRAM | 8 GB 1600 MHz معدل البيانات المزدوجة منخفض الطاقة ‏ SDRAM |
| وسيط تخزين ذو حالة ثابتة (في جميع النماذج) | 11"               | 64 GB                                                                                                   | 128 GB                                                                                                  | 64 GB | 128 GB خيار 256 GB (+$300) | — | 64 GB | 128 GB خيار 256 +$300 أو 512 GB (+$800 لكلاهما لنموذج MD224 فقط) | — | 128 GB | 256 GB خيار 512 GB (+$300) | 128 GB | 256 GB خيار 512 GB (+$300) | 128 GB | 256 GB خيار 512 GB (+$300) | — | — |
| وسيط تخزين ذو حالة ثابتة (في جميع النماذج) | 13"               | 128 GB                                                                                                  | 256 GB                                                                                                  | 128 GB | 256 GB | 64 GB | 128 GB | 256 GB خيار 512 GB (+$500) | 64 GB | 128 GB | 256 GB خيار 512 GB (+$300) | 128 GB | 256 GB خيار 512 GB (+$300) | 128 GB | 256 GB خيار 512 GB (+$300) | 128 GB (MQD32) | 256 GB (MQD42) خيار 512 GB |
| وسيط تخزين ذو حالة ثابتة (في جميع النماذج) | النوع             | وسيط تخزين ذو حالة ثابتة (SSD)                                                                          | وسيط تخزين ذو حالة ثابتة (SSD)                                                                          | وسيط تخزين ذو حالة ثابتة (SSD) | وسيط تخزين ذو حالة ثابتة (SSD) | وسيط تخزين ذو حالة ثابتة (SSD) | وسيط تخزين ذو حالة ثابتة (SSD) | وسيط تخزين ذو حالة ثابتة (SSD) | وسيط تخزين ذو حالة ثابتة (SSD) | PCIe-based SSD | PCIe-based SSD | PCIe-based SSD | PCIe-based SSD | PCIe-based SSD | PCIe-based SSD | PCIe-based SSD | PCIe-based SSD |
| الشاشة (لامعة)                             | 11"               | 11.6 بوصة، دقة أصلية 1366 × 768 بكسل (16:9، 135 نقطة في البوصة) TN. لوحة ألوان 6 بت، تدعم دقات أقل      | 11.6 بوصة، دقة أصلية 1366 × 768 بكسل (16:9، 135 نقطة في البوصة) TN. لوحة ألوان 6 بت، تدعم دقات أقل      | 11.6 بوصة، دقة أصلية 1366 × 768 بكسل (16:9، 135 نقطة في البوصة) TN. لوحة ألوان 6 بت، تدعم دقات أقل | 11.6 بوصة، دقة أصلية 1366 × 768 بكسل (16:9، 135 نقطة في البوصة) TN. لوحة ألوان 6 بت، تدعم دقات أقل | — | 11.6 بوصة، دقة أصلية 1366 × 768 بكسل (16:9، 135 نقطة في البوصة) TN. لوحة ألوان 6 بت، تدعم دقات أقل | 11.6 بوصة، دقة أصلية 1366 × 768 بكسل (16:9، 135 نقطة في البوصة) TN. لوحة ألوان 6 بت، تدعم دقات أقل | — | 11.6 بوصة، دقة أصلية 1366 × 768 بكسل (16:9، 135 نقطة في البوصة) TN. لوحة ألوان 6 بت، تدعم دقات أقل                                                                                                | 11.6 بوصة، دقة أصلية 1366 × 768 بكسل (16:9، 135 نقطة في البوصة) TN. لوحة ألوان 6 بت، تدعم دقات أقل                                                                                                | 11.6 بوصة، دقة أصلية 1366 × 768 بكسل (16:9، 135 نقطة في البوصة) TN. لوحة ألوان 6 بت، تدعم دقات أقل                                                                                                | 11.6 بوصة، دقة أصلية 1366 × 768 بكسل (16:9، 135 نقطة في البوصة) TN. لوحة ألوان 6 بت، تدعم دقات أقل                                                                                                | 11.6 بوصة، دقة أصلية 1366 × 768 بكسل (16:9، 135 نقطة في البوصة) TN. لوحة ألوان 6 بت، تدعم دقات أقل | 11.6 بوصة، دقة أصلية 1366 × 768 بكسل (16:9، 135 نقطة في البوصة) TN. لوحة ألوان 6 بت، تدعم دقات أقل | — | — |
| الشاشة (لامعة)                             | 13"               | 13.3 بوصة، دقة أصلية 1440 × 900 بكسل (16:10، 128 نقطة في البوصة) TN. لوحة ألوان 6 بت، تدعم دقات أقل     | 13.3 بوصة، دقة أصلية 1440 × 900 بكسل (16:10، 128 نقطة في البوصة) TN. لوحة ألوان 6 بت، تدعم دقات أقل     | 13.3 بوصة، دقة أصلية 1440 × 900 بكسل (16:10، 128 نقطة في البوصة) TN. لوحة ألوان 6 بت، تدعم دقات أقل | 13.3 بوصة، دقة أصلية 1440 × 900 بكسل (16:10، 128 نقطة في البوصة) TN. لوحة ألوان 6 بت، تدعم دقات أقل | 13.3 بوصة، دقة أصلية 1440 × 900 بكسل (16:10، 128 نقطة في البوصة) TN. لوحة ألوان 6 بت، تدعم دقات أقل                                        | 13.3 بوصة، دقة أصلية 1440 × 900 بكسل (16:10، 128 نقطة في البوصة) TN. لوحة ألوان 6 بت، تدعم دقات أقل | 13.3 بوصة، دقة أصلية 1440 × 900 بكسل (16:10، 128 نقطة في البوصة) TN. لوحة ألوان 6 بت، تدعم دقات أقل | 13.3 بوصة، دقة أصلية 1440 × 900 بكسل (16:10، 128 نقطة في البوصة) TN. لوحة ألوان 6 بت، تدعم دقات أقل                                        | 13.3 بوصة، دقة أصلية 1440 × 900 بكسل (16:10، 128 نقطة في البوصة) TN. لوحة ألوان 6 بت، تدعم دقات أقل                                                                                               | 13.3 بوصة، دقة أصلية 1440 × 900 بكسل (16:10، 128 نقطة في البوصة) TN. لوحة ألوان 6 بت، تدعم دقات أقل                                                                                               | 13.3 بوصة، دقة أصلية 1440 × 900 بكسل (16:10، 128 نقطة في البوصة) TN. لوحة ألوان 6 بت، تدعم دقات أقل                                                                                               | 13.3 بوصة، دقة أصلية 1440 × 900 بكسل (16:10، 128 نقطة في البوصة) TN. لوحة ألوان 6 بت، تدعم دقات أقل                                                                                               | 13.3 بوصة، دقة أصلية 1440 × 900 بكسل (16:10، 128 نقطة في البوصة) TN. لوحة ألوان 6 بت، تدعم دقات أقل                                                                                                   | 13.3 بوصة، دقة أصلية 1440 × 900 بكسل (16:10، 128 نقطة في البوصة) TN. لوحة ألوان 6 بت، تدعم دقات أقل                                                                                                   | 13.3 بوصة، دقة أصلية 1440 × 900 بكسل (16:10، 128 نقطة في البوصة) TN. لوحة ألوان 6 بت، تدعم دقات أقل                                                                                           | 13.3 بوصة، دقة أصلية 1440 × 900 بكسل (16:10، 128 نقطة في البوصة) TN. لوحة ألوان 6 بت، تدعم دقات أقل                                                                                           |
| كاميرا الفيديو                             | كاميرا الفيديو    | iSight (480p)                                                                                           | iSight (480p)                                                                                           | iSight (480p) | iSight (480p) | iSight (480p) | فيس تايم HD (720p) | فيس تايم HD (720p) | فيس تايم HD (720p) | فيس تايم HD (720p) | فيس تايم HD (720p) | فيس تايم HD (720p) | فيس تايم HD (720p) | فيس تايم HD (720p) | فيس تايم HD (720p) | فيس تايم HD (720p) | فيس تايم HD (720p) |
| الصوت                                      | الصوت             | مقبس سماعة رأس 3.5 مم مكبرات صوت ستيريو                                                                 | مقبس سماعة رأس 3.5 مم مكبرات صوت ستيريو                                                                 | مقبس سماعة رأس 3.5 مم مكبرات صوت ستيريو | مقبس سماعة رأس 3.5 مم مكبرات صوت ستيريو | مقبس سماعة رأس 3.5 مم مكبرات صوت ستيريو | مقبس سماعة رأس 3.5 مم مكبرات صوت ستيريو | مقبس سماعة رأس 3.5 مم مكبرات صوت ستيريو | مقبس سماعة رأس 3.5 مم مكبرات صوت ستيريو | مقبس سماعة رأس 3.5 مم مكبرات صوت ستيريو | مقبس سماعة رأس 3.5 مم مكبرات صوت ستيريو | مقبس سماعة رأس 3.5 مم مكبرات صوت ستيريو | مقبس سماعة رأس 3.5 مم مكبرات صوت ستيريو | مقبس سماعة رأس 3.5 مم مكبرات صوت ستيريو | مقبس سماعة رأس 3.5 مم مكبرات صوت ستيريو | مقبس سماعة رأس 3.5 مم مكبرات صوت ستيريو | مقبس سماعة رأس 3.5 مم مكبرات صوت ستيريو |
| الاتصال                                    | الاتصال           | داخلي Wi-Fi 4 (802.11 a/b/g/n) (Broadcom BCM43224، ثنائي النطاق 300 Mbit/s)                             | داخلي Wi-Fi 4 (802.11 a/b/g/n) (Broadcom BCM43224، ثنائي النطاق 300 Mbit/s)                             | داخلي Wi-Fi 4 (802.11 a/b/g/n) (Broadcom BCM43224، ثنائي النطاق 300 Mbit/s) | داخلي Wi-Fi 4 (802.11 a/b/g/n) (Broadcom BCM43224، ثنائي النطاق 300 Mbit/s) | داخلي Wi-Fi 4 (802.11 a/b/g/n) (Broadcom BCM43224، ثنائي النطاق 300 Mbit/s)                                                                | داخلي Wi-Fi 4 (802.11 a/b/g/n) (Broadcom BCM43224، ثنائي النطاق 300 Mbit/s) | داخلي Wi-Fi 4 (802.11 a/b/g/n) (Broadcom BCM43224، ثنائي النطاق 300 Mbit/s) | داخلي Wi-Fi 4 (802.11 a/b/g/n) (Broadcom BCM43224، ثنائي النطاق 300 Mbit/s)                                                                | داخلي Wi-Fi 5 (802.11 a/b/g/n/ac) (Broadcom BCM4360-based، ثنائي النطاق 867 Mbit/s) | داخلي Wi-Fi 5 (802.11 a/b/g/n/ac) (Broadcom BCM4360-based، ثنائي النطاق 867 Mbit/s) | داخلي Wi-Fi 5 (802.11 a/b/g/n/ac) (Broadcom BCM4360-based، ثنائي النطاق 867 Mbit/s) | داخلي Wi-Fi 5 (802.11 a/b/g/n/ac) (Broadcom BCM4360-based، ثنائي النطاق 867 Mbit/s) | داخلي Wi-Fi 5 (802.11 a/b/g/n/ac) (Broadcom BCM4360-based، ثنائي النطاق 867 Mbit/s) | داخلي Wi-Fi 5 (802.11 a/b/g/n/ac) (Broadcom BCM4360-based، ثنائي النطاق 867 Mbit/s) | داخلي Wi-Fi 5 (802.11 a/b/g/n/ac) (Broadcom BCM4360-based، ثنائي النطاق 867 Mbit/s) | داخلي Wi-Fi 5 (802.11 a/b/g/n/ac) (Broadcom BCM4360-based، ثنائي النطاق 867 Mbit/s) |
| الاتصال                                    | الاتصال           | بلوتوث 2.1 + EDR                                                                                        | بلوتوث 2.1 + EDR                                                                                        | بلوتوث 4.0 | بلوتوث 4.0 | بلوتوث 4.0 | بلوتوث 4.0 | بلوتوث 4.0 | بلوتوث 4.0 | بلوتوث 4.0 | بلوتوث 4.0 | بلوتوث 4.0 | بلوتوث 4.0 | بلوتوث 4.0 | بلوتوث 4.0 | بلوتوث 4.0 | بلوتوث 4.0 |
| الاتصال                                    | الاتصال           | خيار Apple USB Ethernet 100 Mbit Adapter                                                                | خيار Apple USB Ethernet 100 Mbit Adapter                                                                | خيار Apple USB Ethernet 100 Mbit Adapter خيار Apple Thunderbolt to Gigabit Ethernet Adapter خيار Apple Thunderbolt to FireWire 800 Adapter                                                                | خيار Apple USB Ethernet 100 Mbit Adapter خيار Apple Thunderbolt to Gigabit Ethernet Adapter خيار Apple Thunderbolt to FireWire 800 Adapter                                                                | خيار Apple USB Ethernet 100 Mbit Adapter خيار Apple Thunderbolt to Gigabit Ethernet Adapter خيار Apple Thunderbolt to FireWire 800 Adapter | خيار Apple USB Ethernet 100 Mbit Adapter خيار Apple Thunderbolt to Gigabit Ethernet Adapter خيار Apple Thunderbolt to FireWire 800 Adapter                                                                                       | خيار Apple USB Ethernet 100 Mbit Adapter خيار Apple Thunderbolt to Gigabit Ethernet Adapter خيار Apple Thunderbolt to FireWire 800 Adapter                                                                                       | خيار Apple USB Ethernet 100 Mbit Adapter خيار Apple Thunderbolt to Gigabit Ethernet Adapter خيار Apple Thunderbolt to FireWire 800 Adapter | خيار Apple USB Ethernet 100 Mbit Adapter خيار Apple Thunderbolt to Gigabit Ethernet Adapter خيار Apple Thunderbolt to FireWire 800 Adapter                                                        | خيار Apple USB Ethernet 100 Mbit Adapter خيار Apple Thunderbolt to Gigabit Ethernet Adapter خيار Apple Thunderbolt to FireWire 800 Adapter                                                        | خيار Apple USB Ethernet 100 Mbit Adapter خيار Apple Thunderbolt to Gigabit Ethernet Adapter خيار Apple Thunderbolt to FireWire 800 Adapter                                                        | خيار Apple USB Ethernet 100 Mbit Adapter خيار Apple Thunderbolt to Gigabit Ethernet Adapter خيار Apple Thunderbolt to FireWire 800 Adapter                                                        | خيار Apple USB Ethernet 100 Mbit Adapter خيار Apple Thunderbolt to Gigabit Ethernet Adapter خيار Apple Thunderbolt to FireWire 800 Adapter                                                            | خيار Apple USB Ethernet 100 Mbit Adapter خيار Apple Thunderbolt to Gigabit Ethernet Adapter خيار Apple Thunderbolt to FireWire 800 Adapter                                                            | خيار Apple USB Ethernet 100 Mbit Adapter خيار Apple Thunderbolt to Gigabit Ethernet Adapter خيار Apple Thunderbolt to FireWire 800 Adapter                                                    | خيار Apple USB Ethernet 100 Mbit Adapter خيار Apple Thunderbolt to Gigabit Ethernet Adapter خيار Apple Thunderbolt to FireWire 800 Adapter                                                    |
| الاتصالات الطرفية                          | الاتصالات الطرفية | 2× USB 2.0                                                                                              | 2× USB 2.0                                                                                              | 2× USB 2.0 | 2× USB 2.0 | 2× USB 2.0 | 2× USB 3.0 | 2× USB 3.0 | 2× USB 3.0 | 2× USB 3.0 | 2× USB 3.0 | 2× USB 3.0 | 2× USB 3.0 | 2× USB 3.0 | 2× USB 3.0 | 2× USB 3.0 | 2× USB 3.0 |
| الاتصالات الطرفية                          | الاتصالات الطرفية | 1× Mini DisplayPort منفذ فيديو                                                                          | 1× Mini DisplayPort منفذ فيديو                                                                          | 1× منفذ منفذ الصاعقة | 1× منفذ منفذ الصاعقة | 1× منفذ منفذ الصاعقة | 1× منفذ منفذ الصاعقة | 1× منفذ منفذ الصاعقة | 1× منفذ منفذ الصاعقة | 1× منفذ منفذ الصاعقة | 1× منفذ منفذ الصاعقة | 1× منفذ منفذ الصاعقة | 1× منفذ منفذ الصاعقة | 1× منفذ منفذ الصاعقة 2 حتى 3840 × 2160 @ 60 Hz | 1× منفذ منفذ الصاعقة 2 حتى 3840 × 2160 @ 60 Hz | 1× منفذ منفذ الصاعقة 2 حتى 3840 × 2160 @ 60 Hz | 1× منفذ منفذ الصاعقة 2 حتى 3840 × 2160 @ 60 Hz |
| الاتصالات الطرفية                          | الاتصالات الطرفية | ماج سيف                                                                                                 | ماج سيف                                                                                                 | ماج سيف | ماج سيف | ماج سيف | ماج سيف 2 | ماج سيف 2 | ماج سيف 2 | ماج سيف 2 | ماج سيف 2 | ماج سيف 2 | ماج سيف 2 | ماج سيف 2 | ماج سيف 2 | ماج سيف 2 | ماج سيف 2 |
| الاتصالات الطرفية                          | الاتصالات الطرفية | 1× SDXC فتحة بطاقة (13 بوصة فقط)                                                                        | | | | | | | | | | | | | | | |
| نظام التشغيل                               | الحد الأدنى       | ماك OS X 10.6 Snow Leopard                                                                              | ماك OS X 10.6 Snow Leopard                                                                              | ماك OS X 10.7 Lion | ماك OS X 10.7 Lion | ماك OS X 10.7 Lion | ماك OS X 10.7 Lion | ماك OS X 10.7 Lion | ماك OS X 10.7 Lion | OS X 10.8 Mountain Lion | OS X 10.8 Mountain Lion | OS X 10.9 Mavericks | OS X 10.9 Mavericks | OS X 10.10 Yosemite | OS X 10.10 Yosemite | ماك أو إس 10.12 Sierra | ماك أو إس 10.12 Sierra |
| نظام التشغيل                               | أحدث إصدار        | ماك أو إس 10.13 High Sierra                                                                             | ماك أو إس 10.13 High Sierra                                                                             | ماك أو إس 10.13 High Sierra | ماك أو إس 10.13 High Sierra | ماك أو إس 10.13 High Sierra | ماك أو إس 10.15 Catalina | ماك أو إس 10.15 Catalina | ماك أو إس 10.15 Catalina | ماك أو إس 11 Big Sur | ماك أو إس 11 Big Sur | ماك أو إس 11 Big Sur | ماك أو إس 11 Big Sur | ماك أو إس 12 Monterey | ماك أو إس 12 Monterey | ماك أو إس 12 Monterey | ماك أو إس 12 Monterey |
| البطارية                                   | 11"               | 35 واط في الساعة                                                                                        | 35 واط في الساعة                                                                                        | 35 واط في الساعة | 35 واط في الساعة | — | 35 واط في الساعة | 35 واط في الساعة | — | 38 واط في الساعة | 38 واط في الساعة | 38 واط في الساعة | 38 واط في الساعة | 38 واط في الساعة | 38 واط في الساعة | — | — |
| البطارية                                   | 13"               | 50 واط في الساعة                                                                                        | 50 واط في الساعة                                                                                        | 50 واط في الساعة | 50 واط في الساعة | 50 واط في الساعة | 50 واط في الساعة | 50 واط في الساعة | 50 واط في الساعة | 54 واط في الساعة | 54 واط في الساعة | 54 واط في الساعة | 54 واط في الساعة | 54 واط في الساعة | 54 واط في الساعة | 54 واط في الساعة | 54 واط في الساعة |
| البطارية                                   | النوع             | بطارية ليثيوم أيون بوليمر غير قابلة للإزالة                                                             | بطارية ليثيوم أيون بوليمر غير قابلة للإزالة                                                             | بطارية ليثيوم أيون بوليمر غير قابلة للإزالة | بطارية ليثيوم أيون بوليمر غير قابلة للإزالة | بطارية ليثيوم أيون بوليمر غير قابلة للإزالة                                                                                                | بطارية ليثيوم أيون بوليمر غير قابلة للإزالة | بطارية ليثيوم أيون بوليمر غير قابلة للإزالة | بطارية ليثيوم أيون بوليمر غير قابلة للإزالة                                                                                                | بطارية ليثيوم أيون بوليمر غير قابلة للإزالة | بطارية ليثيوم أيون بوليمر غير قابلة للإزالة | بطارية ليثيوم أيون بوليمر غير قابلة للإزالة | بطارية ليثيوم أيون بوليمر غير قابلة للإزالة | بطارية ليثيوم أيون بوليمر غير قابلة للإزالة | بطارية ليثيوم أيون بوليمر غير قابلة للإزالة | بطارية ليثيوم أيون بوليمر غير قابلة للإزالة | بطارية ليثيوم أيون بوليمر غير قابلة للإزالة |
| البطارية                                   | الدورات           | 1000 | 1000 | 1000 | 1000 | 1000 | 1000 | 1000 | 1000 | 1000 | 1000 | 1000 | 1000 | 1000 | 1000 | 1000 | 1000 |
| وزن الوحدة                                 | 11"               | 2.38 رطل (1.08 كـغ)                                                                                     | 2.38 رطل (1.08 كـغ)                                                                                     | 2.38 رطل (1.08 كـغ) | 2.38 رطل (1.08 كـغ) | — | 2.38 رطل (1.08 كـغ) | 2.38 رطل (1.08 كـغ) | — | 2.38 رطل (1.08 كـغ) | 2.38 رطل (1.08 كـغ) | 2.38 رطل (1.08 كـغ) | 2.38 رطل (1.08 كـغ) | 2.38 رطل (1.08 كـغ) | 2.38 رطل (1.08 كـغ) | — | — |
| وزن الوحدة                                 | 13"               | 2.96 رطل (1.34 كـغ)                                                                                     | 2.96 رطل (1.34 كـغ)                                                                                     | 2.96 رطل (1.34 كـغ) | 2.96 رطل (1.34 كـغ) | 2.96 رطل (1.34 كـغ) | 2.96 رطل (1.34 كـغ) | 2.96 رطل (1.34 كـغ) | 2.96 رطل (1.34 كـغ) | 2.96 رطل (1.34 كـغ) | 2.96 رطل (1.34 كـغ) | 2.96 رطل (1.34 كـغ) | 2.96 رطل (1.34 كـغ) | 2.96 رطل (1.34 كـغ) | 2.96 رطل (1.34 كـغ) | 2.96 رطل (1.34 كـغ) | 2.96 رطل (1.34 كـغ) |
| الأبعاد                                    | 11"               | 11.8 بوصة (30 سـم) عرضًا × 7.56 بوصة (19.2 سـم) عمقًا × 0.11 بوصة (0.3 سـم) × 0.68 بوصة (1.7 سـم) ارتفاعًا | 11.8 بوصة (30 سـم) عرضًا × 7.56 بوصة (19.2 سـم) عمقًا × 0.11 بوصة (0.3 سـم) × 0.68 بوصة (1.7 سـم) ارتفاعًا | 11.8 بوصة (30 سـم) عرضًا × 7.56 بوصة (19.2 سـم) عمقًا × 0.11 بوصة (0.3 سـم) × 0.68 بوصة (1.7 سـم) ارتفاعًا                                                                                                   | 11.8 بوصة (30 سـم) عرضًا × 7.56 بوصة (19.2 سـم) عمقًا × 0.11 بوصة (0.3 سـم) × 0.68 بوصة (1.7 سـم) ارتفاعًا                                                                                                   | — | 11.8 بوصة (30 سـم) عرضًا × 7.56 بوصة (19.2 سـم) عمقًا × 0.11 بوصة (0.3 سـم) × 0.68 بوصة (1.7 سـم) ارتفاعًا | 11.8 بوصة (30 سـم) عرضًا × 7.56 بوصة (19.2 سـم) عمقًا × 0.11 بوصة (0.3 سـم) × 0.68 بوصة (1.7 سـم) ارتفاعًا | — | 11.8 بوصة (30 سـم) عرضًا × 7.56 بوصة (19.2 سـم) عمقًا × 0.11 بوصة (0.3 سـم) × 0.68 بوصة (1.7 سـم) ارتفاعًا                                                                                           | 11.8 بوصة (30 سـم) عرضًا × 7.56 بوصة (19.2 سـم) عمقًا × 0.11 بوصة (0.3 سـم) × 0.68 بوصة (1.7 سـم) ارتفاعًا                                                                                           | 11.8 بوصة (30 سـم) عرضًا × 7.56 بوصة (19.2 سـم) عمقًا × 0.11 بوصة (0.3 سـم) × 0.68 بوصة (1.7 سـم) ارتفاعًا                                                                                           | 11.8 بوصة (30 سـم) عرضًا × 7.56 بوصة (19.2 سـم) عمقًا × 0.11 بوصة (0.3 سـم) × 0.68 بوصة (1.7 سـم) ارتفاعًا                                                                                           | 11.8 بوصة (30 سـم) عرضًا × 7.56 بوصة (19.2 سـم) عمقًا × 0.11 بوصة (0.3 سـم) × 0.68 بوصة (1.7 سـم) ارتفاعًا                                                                                               | 11.8 بوصة (30 سـم) عرضًا × 7.56 بوصة (19.2 سـم) عمقًا × 0.11 بوصة (0.3 سـم) × 0.68 بوصة (1.7 سـم) ارتفاعًا                                                                                               | — | — |
| الأبعاد                                    | 13"               | 12.8 بوصة (33 سـم) عرضًا × 8.94 بوصة (22.7 سـم) عمقًا × 0.11 بوصة (0.3 سـم) × 0.68 بوصة (1.7 سـم) ارتفاعًا | 12.8 بوصة (33 سـم) عرضًا × 8.94 بوصة (22.7 سـم) عمقًا × 0.11 بوصة (0.3 سـم) × 0.68 بوصة (1.7 سـم) ارتفاعًا | 12.8 بوصة (33 سـم) عرضًا × 8.94 بوصة (22.7 سـم) عمقًا × 0.11 بوصة (0.3 سـم) × 0.68 بوصة (1.7 سـم) ارتفاعًا                                                                                                   | 12.8 بوصة (33 سـم) عرضًا × 8.94 بوصة (22.7 سـم) عمقًا × 0.11 بوصة (0.3 سـم) × 0.68 بوصة (1.7 سـم) ارتفاعًا                                                                                                   | 12.8 بوصة (33 سـم) عرضًا × 8.94 بوصة (22.7 سـم) عمقًا × 0.11 بوصة (0.3 سـم) × 0.68 بوصة (1.7 سـم) ارتفاعًا                                    | 12.8 بوصة (33 سـم) عرضًا × 8.94 بوصة (22.7 سـم) عمقًا × 0.11 بوصة (0.3 سـم) × 0.68 بوصة (1.7 سـم) ارتفاعًا | 12.8 بوصة (33 سـم) عرضًا × 8.94 بوصة (22.7 سـم) عمقًا × 0.11 بوصة (0.3 سـم) × 0.68 بوصة (1.7 سـم) ارتفاعًا | 12.8 بوصة (33 سـم) عرضًا × 8.94 بوصة (22.7 سـم) عمقًا × 0.11 بوصة (0.3 سـم) × 0.68 بوصة (1.7 سـم) ارتفاعًا                                    | 12.8 بوصة (33 سـم) عرضًا × 8.94 بوصة (22.7 سـم) عمقًا × 0.11 بوصة (0.3 سـم) × 0.68 بوصة (1.7 سـم) ارتفاعًا                                                                                           | 12.8 بوصة (33 سـم) عرضًا × 8.94 بوصة (22.7 سـم) عمقًا × 0.11 بوصة (0.3 سـم) × 0.68 بوصة (1.7 سـم) ارتفاعًا                                                                                           | 12.8 بوصة (33 سـم) عرضًا × 8.94 بوصة (22.7 سـم) عمقًا × 0.11 بوصة (0.3 سـم) × 0.68 بوصة (1.7 سـم) ارتفاعًا                                                                                           | 12.8 بوصة (33 سـم) عرضًا × 8.94 بوصة (22.7 سـم) عمقًا × 0.11 بوصة (0.3 سـم) × 0.68 بوصة (1.7 سـم) ارتفاعًا                                                                                           | 12.8 بوصة (33 سـم) عرضًا × 8.94 بوصة (22.7 سـم) عمقًا × 0.11 بوصة (0.3 سـم) × 0.68 بوصة (1.7 سـم) ارتفاعًا                                                                                               | 12.8 بوصة (33 سـم) عرضًا × 8.94 بوصة (22.7 سـم) عمقًا × 0.11 بوصة (0.3 سـم) × 0.68 بوصة (1.7 سـم) ارتفاعًا                                                                                               | 12.8 بوصة (33 سـم) عرضًا × 8.94 بوصة (22.7 سـم) عمقًا × 0.11 بوصة (0.3 سـم) × 0.68 بوصة (1.7 سـم) ارتفاعًا                                                                                       | 12.8 بوصة (33 سـم) عرضًا × 8.94 بوصة (22.7 سـم) عمقًا × 0.11 بوصة (0.3 سـم) × 0.68 بوصة (1.7 سـم) ارتفاعًا                                                                                       |

## عرض رتينا (2018–2020)

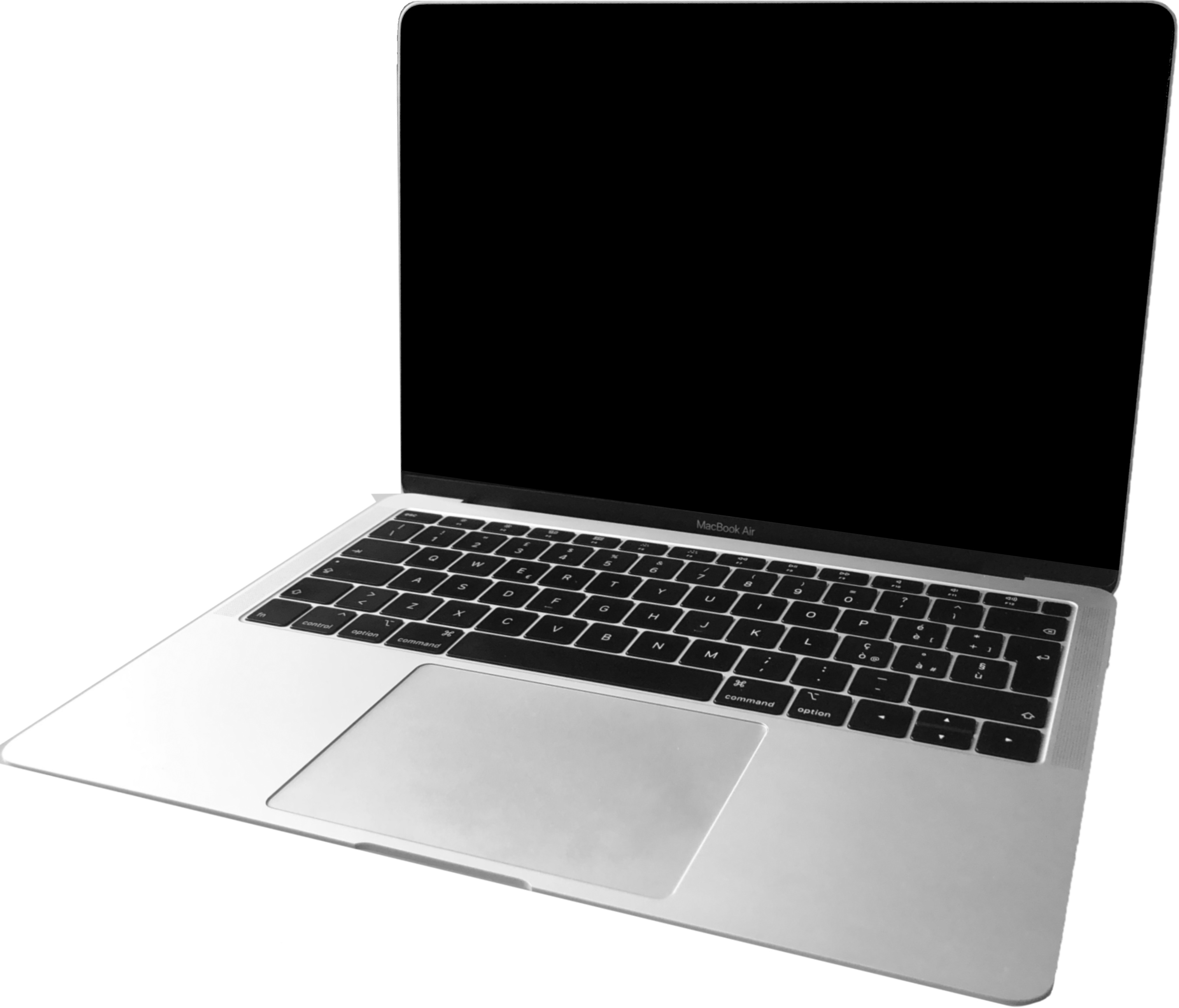
ماك بوك إير بشاشة عرض رتينا (2018)

في 30 أكتوبر 2018، أصدرت شركة أبل جهاز ماك بوك إير بشاشة عرض رتينا، مع معالجات Amber Lake، وشاشة 13.3 بوصة رتينا بدقة 2560×1600 بكسل، وبصمة اللمس، ولوحة لمس Force Touch، ومنفذين النمط سي من الناقل التسلسلي العام 3.1 الجيل الثاني/منفذ الصاعقة 3 بالإضافة إلى منفذ سماعة رأس. تعرض الشاشة 48% ألوانًا أكثر وتكون الإطارات أضيق بنسبة 50% مقارنة بالنماذج السابقة غير عرض رتينا، وتشغل حجمًا أقل بنسبة 17%. تم تقليل السماكة إلى 15.6 ملم والوزن إلى 1.25 كجم (2.75 رطل). يتوفر بثلاثة ألوان: فضي، ورمادي فضائي، وذهبي. على عكس النماذج 2011–2017، لا يمكن تكوين هذا النموذج بمعالج إنتل Core i7، ربما لأن إنتل لم تصدر أبدًا معالج i7-8510Y الذي كان سيتم استخدامه.
يأتي النموذج الأساسي لعام 2018 مع 8 GB من ذاكرة 2133 MHz LPDDR3، و128 GB SSD، ومعالج إنتل Core i5 (1.6 GHz تردد أساسي، مع Turbo حتى 3.6 GHz) ورسومات إنتل UHD Graphics 617.
أصدرت شركة أبل نماذج محدثة في يوليو 2019 بتقنية شاشة True Tone باستخدام نفس المكونات الموجودة في ماك بوك Pro من منتصف 2019. وجد اختبار أن SSD بسعة 256 GB في نموذج 2019 لديه سرعة قراءة أقل بنسبة 35% من SSD بسعة 256 GB في نموذج 2018، على الرغم من أن سرعة الكتابة أسرع قليلاً.
تم إطلاق نماذج محدثة في مارس 2020 بمعالجات Ice Lake، ورسومات محدثة، ودعم لإخراج 6K لتشغيل Pro Display XDR، واستبدال لوحة المفاتيح الفراشية بتصميم Magic Keyboard مشابه لتلك الموجودة في ماك بوك Pro 16 بوصة من عام 2019.

### التصميم
يتبع ماك بوك إير بشاشة عرض رتينا تصميم نماذج 2010–2017 مع هيكل ألومنيوم مدبب، ولكنه يأخذ بعض عناصر التصميم من ماك بوك بشاشة عرض رتينا وماك بوك Pro، مثل شاشة متساوية مع إطارات سوداء وشعار شركة أبل لامع غير شفاف على الخلف، ولوحة لمس تمتد من الحافة إلى الحافة.
انتقد خبير إصلاحات شركة أبل لويس روسمان ‏ تخطيط أجهزة ماك بوك إير بشاشة عرض رتينا، مشيرًا إلى أن موقع المروحة يجعلها غير مثالية للتبريد ويمكن أن يؤدي إلى مشاكل تتعلق بارتفاع درجة الحرارة.

### المواصفات الفنية
|  | قديمة |  | متوقفة |

| الموديل                                             | الموديل                                             | الموديل | 2018 | 2018 | 2018 | 2019 | 2019 | 2019 | 2020 | 2020                                                 |
| --------------------------------------------------- | --------------------------------------------------- | --- | --- | --- | --- | --- | --- | --- | --- | ---------------------------------------------------- |
| نظام التشغيل الأولي                                 | نظام التشغيل الأولي                                 | نظام التشغيل الأولي | ماك أو إس 10.14 Mojave | ماك أو إس 10.14 Mojave | ماك أو إس 10.14 Mojave | ماك أو إس 10.14 Mojave | ماك أو إس 10.14 Mojave | ماك أو إس 10.14 Mojave | ماك أو إس 10.15 Catalina | ماك أو إس 10.15 Catalina                             |
| أحدث إصدار لنظام التشغيل                            | أحدث إصدار لنظام التشغيل                            | أحدث إصدار لنظام التشغيل | ماك أو إس 14 Sonoma | ماك أو إس 14 Sonoma | ماك أو إس 14 Sonoma | ماك أو إس 14 Sonoma | ماك أو إس 14 Sonoma | ماك أو إس 14 Sonoma | ماك أو إس 15 Sequoia | ماك أو إس 15 Sequoia                                 |
| الشاشة                                              |                                                     | | | | | | | | |                                                      |
| حجم الشاشة                                          | حجم الشاشة                                          | 13.3 بوصة (340 مـم) (قطري) | 13.3 بوصة (340 مـم) (قطري) | 13.3 بوصة (340 مـم) (قطري) | 13.3 بوصة (340 مـم) (قطري) | 13.3 بوصة (340 مـم) (قطري) | 13.3 بوصة (340 مـم) (قطري) | 13.3 بوصة (340 مـم) (قطري) | 13.3 بوصة (340 مـم) (قطري) |                                                      |
| الإضاءة الخلفية                                     | الإضاءة الخلفية                                     | إضاءة خلفية LED | إضاءة خلفية LED | إضاءة خلفية LED | إضاءة خلفية LED | إضاءة خلفية LED | إضاءة خلفية LED | إضاءة خلفية LED | إضاءة خلفية LED |                                                      |
| التقنية                                             | التقنية                                             | عرض رتينا Display مع تقنية IPS | عرض رتينا Display مع تقنية IPS | عرض رتينا Display مع تقنية IPS | عرض رتينا Display مع تقنية IPS | عرض رتينا Display مع تقنية IPS | عرض رتينا Display مع تقنية IPS | عرض رتينا Display مع تقنية IPS | عرض رتينا Display مع تقنية IPS |                                                      |
| الدقة                                               | الدقة                                               | 2560 × 1600 | 2560 × 1600 | 2560 × 1600 | 2560 × 1600 | 2560 × 1600 | 2560 × 1600 | 2560 × 1600 | 2560 × 1600 |                                                      |
| كثافة البكسل (ppi)                                  | كثافة البكسل (ppi)                                  | 227 | 227 | 227 | 227 | 227 | 227 | 227 | 227 |                                                      |
| نسبة العرض إلى الارتفاع                             | نسبة العرض إلى الارتفاع                             | 16:10 | 16:10 | 16:10 | 16:10 | 16:10 | 16:10 | 16:10 | 16:10 |                                                      |
| الدقات المدعومة                                     | الدقات المدعومة                                     | - 1680 × 1050 (مُعرض كـ 3360 × 2100) - 1440 × 900 (مُعرض كـ 2880 × 1800، افتراضي) - 1280 × 800 (مُعرض كـ 2560 × 1600، أصلي) - 1024 × 640 (مُعرض كـ 2048 × 1280) | - 1680 × 1050 (مُعرض كـ 3360 × 2100) - 1440 × 900 (مُعرض كـ 2880 × 1800، افتراضي) - 1280 × 800 (مُعرض كـ 2560 × 1600، أصلي) - 1024 × 640 (مُعرض كـ 2048 × 1280) | - 1680 × 1050 (مُعرض كـ 3360 × 2100) - 1440 × 900 (مُعرض كـ 2880 × 1800، افتراضي) - 1280 × 800 (مُعرض كـ 2560 × 1600، أصلي) - 1024 × 640 (مُعرض كـ 2048 × 1280) | - 1680 × 1050 (مُعرض كـ 3360 × 2100) - 1440 × 900 (مُعرض كـ 2880 × 1800، افتراضي) - 1280 × 800 (مُعرض كـ 2560 × 1600، أصلي) - 1024 × 640 (مُعرض كـ 2048 × 1280) | - 1680 × 1050 (مُعرض كـ 3360 × 2100) - 1440 × 900 (مُعرض كـ 2880 × 1800، افتراضي) - 1280 × 800 (مُعرض كـ 2560 × 1600، أصلي) - 1024 × 640 (مُعرض كـ 2048 × 1280) | - 1680 × 1050 (مُعرض كـ 3360 × 2100) - 1440 × 900 (مُعرض كـ 2880 × 1800، افتراضي) - 1280 × 800 (مُعرض كـ 2560 × 1600، أصلي) - 1024 × 640 (مُعرض كـ 2048 × 1280) | - 1680 × 1050 (مُعرض كـ 3360 × 2100) - 1440 × 900 (مُعرض كـ 2880 × 1800، افتراضي) - 1280 × 800 (مُعرض كـ 2560 × 1600، أصلي) - 1024 × 640 (مُعرض كـ 2048 × 1280) | - 1680 × 1050 (مُعرض كـ 3360 × 2100) - 1440 × 900 (مُعرض كـ 2880 × 1800، افتراضي) - 1280 × 800 (مُعرض كـ 2560 × 1600، أصلي) - 1024 × 640 (مُعرض كـ 2048 × 1280) |                                                      |
| السطوع الأقصى لـ SDR ( cd⁄m2)                       | السطوع الأقصى لـ SDR ( cd⁄m2)                       | 400 | 400 | 400 | 400 | 400 | 400 | 400 | 400 |                                                      |
| السطوع الأقصى لـ XDR ( cd⁄m2)                       | السطوع الأقصى لـ XDR ( cd⁄m2)                       | — | — | — | — | — | — | — | — |                                                      |
| عمق الألوان                                         | عمق الألوان                                         | 8-bit (أصلي) مع ملايين الألوان | 8-bit (أصلي) مع ملايين الألوان | 8-bit (أصلي) مع ملايين الألوان | 8-bit (أصلي) مع ملايين الألوان | 8-bit (أصلي) مع ملايين الألوان | 8-bit (أصلي) مع ملايين الألوان | 8-bit (أصلي) مع ملايين الألوان | 8-bit (أصلي) مع ملايين الألوان |                                                      |
| شاشة sRGB كاملة                                     | شاشة sRGB كاملة                                     | نعم | نعم | نعم | نعم | نعم | نعم | نعم | نعم |                                                      |
| شاشة الألوان الواسعة (Display P3)                   | شاشة الألوان الواسعة (Display P3)                   | لا | لا | لا | لا | لا | لا | لا | لا |                                                      |
| شاشة True Tone                                      | شاشة True Tone                                      | لا | لا | لا | نعم | نعم | نعم | نعم | نعم |                                                      |
| Night Shift                                         | Night Shift                                         | نعم | نعم | نعم | نعم | نعم | نعم | نعم | نعم |                                                      |
| ProMotion Display                                   | ProMotion Display                                   | لا | لا | لا | لا | لا | لا | لا | لا |                                                      |
| معدلات التحديث الثابتة                              | معدلات التحديث الثابتة                              | 60 Hz | 60 Hz | 60 Hz | 60 Hz | 60 Hz | 60 Hz | 60 Hz | 60 Hz |                                                      |
| نظام التبريد                                        | نظام التبريد                                        | نظام التبريد | نظام تبريد بمروحة واحدة، بدون موزع حراري على المعالج | نظام تبريد بمروحة واحدة، بدون موزع حراري على المعالج | نظام تبريد بمروحة واحدة، بدون موزع حراري على المعالج | نظام تبريد بمروحة واحدة، بدون موزع حراري على المعالج | نظام تبريد بمروحة واحدة، بدون موزع حراري على المعالج | نظام تبريد بمروحة واحدة، بدون موزع حراري على المعالج | نظام تبريد بمروحة واحدة، بدون موزع حراري على المعالج | نظام تبريد بمروحة واحدة، بدون موزع حراري على المعالج |
| المعالج                                             |                                                     | | | | | | | | |                                                      |
| الشريحة                                             | الشريحة                                             | إنتل Core i5 من الجيل الثامن 8210Y | إنتل Core i5 من الجيل الثامن 8210Y | إنتل Core i5 من الجيل الثامن 8210Y | إنتل Core i5 من الجيل الثامن 8210Y | إنتل Core i5 من الجيل الثامن 8210Y | إنتل Core i5 من الجيل الثامن 8210Y | إنتل Core i3 من الجيل العاشر 1000NG4 | إنتل Core i5 من الجيل العاشر 1030NG7 |                                                      |
| الاسم الرمزي                                        | الاسم الرمزي                                        | Amber Lake | Amber Lake | Amber Lake | Amber Lake | Amber Lake | Amber Lake | Ice Lake | Ice Lake |                                                      |
| عقدة التكنولوجيا                                    | عقدة التكنولوجيا                                    | 14 نانومتر | 14 نانومتر | 14 نانومتر | 14 نانومتر | 14 نانومتر | 14 نانومتر | 10 نانومتر | 10 نانومتر |                                                      |
| CPU                                                 |                                                     | | | | | | | | |                                                      |
| إجمالي النوى                                        | 2                                                   | 2 | 2 | 2 | 2 | 2 | 2 | 4 | |                                                      |
| إجمالي الخيوط                                       | 4                                                   | 4 | 4 | 4 | 4 | 4 | 4 | 8 | |                                                      |
| سرعة الساعة الأساسية                                | 1.6 جيجاهرتز                                        | 1.6 جيجاهرتز | 1.6 جيجاهرتز | 1.6 جيجاهرتز | 1.6 جيجاهرتز | 1.6 جيجاهرتز | 1.1 جيجاهرتز | 1.1 جيجاهرتز | |                                                      |
| سرعة الساعة القصوى                                  | 3.6 جيجاهرتز                                        | 3.6 جيجاهرتز | 3.6 جيجاهرتز | 3.6 جيجاهرتز | 3.6 جيجاهرتز | 3.6 جيجاهرتز | 3.2 جيجاهرتز | 3.5 جيجاهرتز | |                                                      |
| ذاكرة التخزين المؤقت L3                             | 4 ميجابايت                                          | 4 ميجابايت | 4 ميجابايت | 4 ميجابايت | 4 ميجابايت | 4 ميجابايت | 4 ميجابايت | 6 ميجابايت | |                                                      |
| سرعة الناقل                                         | 4 GT/s                                              | 4 GT/s | 4 GT/s | 4 GT/s | 4 GT/s | 4 GT/s | 4 GT/s | 4 GT/s | |                                                      |
| التكوين عبر الإنترنت                                | —                                                   | — | — | — | — | — | إنتل Core i5 من الجيل العاشر 1030NG7 مع: - 4 نوى مع 8 خيوط - سرعة ساعة أساسية 1.1 جيجاهرتز - سرعة ساعة قصوى 3.5 جيجاهرتز - ذاكرة تخزين مؤقت L3 6 ميجابايت، أو إنتل Core i7 من الجيل العاشر 1060NG7 مع: - 4 نوى مع 8 خيوط - سرعة ساعة أساسية 1.2 جيجاهرتز - سرعة ساعة قصوى 3.8 جيجاهرتز - ذاكرة تخزين مؤقت L3 8 ميجابايت | إنتل Core i7 من الجيل العاشر 1060NG7 مع: - 4 نوى مع 8 خيوط - سرعة ساعة أساسية 1.2 جيجاهرتز - سرعة ساعة قصوى 3.8 جيجاهرتز - ذاكرة تخزين مؤقت L3 8 ميجابايت   | |                                                      |
| الرسومات                                            |                                                     | | | | | | | | |                                                      |
| مدمجة                                               |                                                     | | | | | | | | |                                                      |
| الاسم                                               | إنتل UHD Graphics 617                               | إنتل UHD Graphics 617 | إنتل UHD Graphics 617 | إنتل UHD Graphics 617 | إنتل UHD Graphics 617 | إنتل UHD Graphics 617 | إنتل Iris Plus Graphics | إنتل Iris Plus Graphics | |                                                      |
| المستوى                                             | GT2                                                 | GT2 | GT2 | GT2 | GT2 | GT2 | G4 | G7 | |                                                      |
| وحدات التنفيذ ووحدات التظليل                        | 24 (192)                                            | 24 (192) | 24 (192) | 24 (192) | 24 (192) | 24 (192) | 48 (384) | 64 (512) | |                                                      |
| الذاكرة المشتركة                                    | 1536 ميجابايت                                       | 1536 ميجابايت | 1536 ميجابايت | 1536 ميجابايت | 1536 ميجابايت | 1536 ميجابايت | 1536 ميجابايت | 1536 ميجابايت | |                                                      |
| eDRAM                                               | —                                                   | — | — | — | — | — | — | — | |                                                      |
| التكوين عبر الإنترنت                                | —                                                   | — | — | — | — | — | إنتل Iris Plus Graphics مع مستوى G7 (مع إنتل Core i5 1030NG7 أو إنتل Core i7 1060NG7) | — | |                                                      |
| الذاكرة                                             |                                                     | | | | | | | | |                                                      |
| النوع                                               | النوع                                               | LPDDR3 2133 MHz | LPDDR3 2133 MHz | LPDDR3 2133 MHz | LPDDR3 2133 MHz | LPDDR3 2133 MHz | LPDDR3 2133 MHz | LPDDR4X 3733 MHz | LPDDR4X 3733 MHz |                                                      |
| السعة                                               | السعة                                               | 8 جيجابايت | 8 جيجابايت | 16 جيجابايت | 8 جيجابايت | 8 جيجابايت | 16 جيجابايت | 8 جيجابايت | 8 جيجابايت |                                                      |
| التكوين عبر الإنترنت                                | التكوين عبر الإنترنت                                | 16 جيجابايت | 16 جيجابايت | — | 16 جيجابايت | 16 جيجابايت | — | 16 جيجابايت | 16 جيجابايت |                                                      |
| SSD                                                 |                                                     | | | | | | | | |                                                      |
| النوع                                               | النوع                                               | SSD يعتمد على PCIe 3.0 | SSD يعتمد على PCIe 3.0 | SSD يعتمد على PCIe 3.0 | SSD يعتمد على PCIe 3.0 | SSD يعتمد على PCIe 3.0 | SSD يعتمد على PCIe 3.0 | SSD يعتمد على PCIe 3.0 | SSD يعتمد على PCIe 3.0 |                                                      |
| السعة                                               | السعة                                               | 128 جيجابايت | 256 جيجابايت | 512 جيجابايت | 128 جيجابايت | 256 جيجابايت | 512 جيجابايت | 256 جيجابايت | 512 جيجابايت |                                                      |
| التكوين عبر الإنترنت                                | التكوين عبر الإنترنت                                | 256 جيجابايت 512 جيجابايت 1.5 تيرابايت | 512 جيجابايت 1.5 تيرابايت | 1.5 تيرابايت | 256 جيجابايت 512 جيجابايت 1 تيرابايت | 512 جيجابايت 1 تيرابايت | 1 تيرابايت | 512 جيجابايت 1 تيرابايت 2 تيرابايت | 1 تيرابايت 2 تيرابايت |                                                      |
| لوحة المفاتيح ولوحة اللمس                           |                                                     | | | | | | | | |                                                      |
| النوع                                               | النوع                                               | لوحة مفاتيح بإضاءة خلفية مع آلية الفراشة ومستشعر الضوء المحيط                                                                                               | لوحة مفاتيح بإضاءة خلفية مع آلية الفراشة ومستشعر الضوء المحيط                                                                                               | لوحة مفاتيح بإضاءة خلفية مع آلية الفراشة ومستشعر الضوء المحيط                                                                                               | لوحة مفاتيح بإضاءة خلفية مع آلية الفراشة ومستشعر الضوء المحيط                                                                                               | لوحة مفاتيح بإضاءة خلفية مع آلية الفراشة ومستشعر الضوء المحيط                                                                                               | لوحة مفاتيح بإضاءة خلفية مع آلية الفراشة ومستشعر الضوء المحيط | لوحة مفاتيح Magic بإضاءة خلفية مع آلية (Scissor-switch) ومستشعر الضوء المحيط                                                                                | لوحة مفاتيح Magic بإضاءة خلفية مع آلية (Scissor-switch) ومستشعر الضوء المحيط                                                                                |                                                      |
| عدد المفاتيح                                        | عدد المفاتيح                                        | 78 (الولايات المتحدة) أو 79 (ISO) | 78 (الولايات المتحدة) أو 79 (ISO) | 78 (الولايات المتحدة) أو 79 (ISO) | 78 (الولايات المتحدة) أو 79 (ISO) | 78 (الولايات المتحدة) أو 79 (ISO) | 78 (الولايات المتحدة) أو 79 (ISO) | 78 (الولايات المتحدة) أو 79 (ISO) | 78 (الولايات المتحدة) أو 79 (ISO) |                                                      |
| مفاتيح الأسهم                                       | مفاتيح الأسهم                                       | 4 مفاتيح أسهم | 4 مفاتيح أسهم | 4 مفاتيح أسهم | 4 مفاتيح أسهم | 4 مفاتيح أسهم | 4 مفاتيح أسهم | 4 مفاتيح أسهم بترتيب T معكوس | 4 مفاتيح أسهم بترتيب T معكوس |                                                      |
| مفاتيح الوظائف                                      | مفاتيح الوظائف                                      | نعم | نعم | نعم | نعم | نعم | نعم | نعم | نعم |                                                      |
| Touch Bar                                           | Touch Bar                                           | لا | لا | لا | لا | لا | لا | لا | لا |                                                      |
| لوحة اللمس                                          | لوحة اللمس                                          | لوحة لمس Force Touch | لوحة لمس Force Touch | لوحة لمس Force Touch | لوحة لمس Force Touch | لوحة لمس Force Touch | لوحة لمس Force Touch | لوحة لمس Force Touch | لوحة لمس Force Touch |                                                      |
| المصادقة الآمنة                                     |                                                     | | | | | | | | |                                                      |
| Touch ID                                            | Touch ID                                            | نعم | نعم | نعم | نعم | نعم | نعم | نعم | نعم |                                                      |
| شريحة الأمان                                        | شريحة الأمان                                        | شركة أبل T2 ‏ | شركة أبل T2 ‏ | شركة أبل T2 ‏ | شركة أبل T2 ‏ | شركة أبل T2 ‏ | شركة أبل T2 ‏ | شركة أبل T2 ‏ | شركة أبل T2 ‏ |                                                      |
| الصوت                                               |                                                     | | | | | | | | |                                                      |
| مكبرات الصوت                                        | مكبرات الصوت                                        | مكبرات صوت ستيريو | مكبرات صوت ستيريو | مكبرات صوت ستيريو | مكبرات صوت ستيريو | مكبرات صوت ستيريو | مكبرات صوت ستيريو | مكبرات صوت ستيريو | مكبرات صوت ستيريو |                                                      |
| ووفرات إلغاء القوة                                  | ووفرات إلغاء القوة                                  | لا | لا | لا | لا | لا | لا | لا | لا |                                                      |
| الصوت الستيريو الواسع                               | الصوت الستيريو الواسع                               | لا | لا | لا | لا | لا | لا | نعم | نعم |                                                      |
| تشغيل Dolby Atmos                                   | تشغيل Dolby Atmos                                   | لا | لا | لا | لا | لا | لا | نعم | نعم |                                                      |
| Dolby Atmos مع مكبرات الصوت المدمجة                 | Dolby Atmos مع مكبرات الصوت المدمجة                 | لا | لا | لا | لا | لا | لا | لا | لا |                                                      |
| الصوت المكاني مع تتبع الرأس الديناميكي              | الصوت المكاني مع تتبع الرأس الديناميكي              | لا | لا | لا | لا | لا | لا | لا | لا |                                                      |
| الميكروفون                                          | الميكروفون                                          | مجموعة من ثلاثة ميكروفونات | مجموعة من ثلاثة ميكروفونات | مجموعة من ثلاثة ميكروفونات | مجموعة من ثلاثة ميكروفونات | مجموعة من ثلاثة ميكروفونات | مجموعة من ثلاثة ميكروفونات | مجموعة من ثلاثة ميكروفونات مع تشكيل الحزمة الاتجاهية | مجموعة من ثلاثة ميكروفونات مع تشكيل الحزمة الاتجاهية |                                                      |
| مقبس 3.5 ملم                                        | مقبس 3.5 ملم                                        | نعم | نعم | نعم | نعم | نعم | نعم | نعم | نعم |                                                      |
| إخراج الصوت من HDMI                                 | إخراج الصوت من HDMI                                 | لا | لا | لا | لا | لا | لا | لا | لا |                                                      |
| الكاميرا                                            |                                                     | | | | | | | | |                                                      |
| الدقة                                               | الدقة                                               | 720p FaceTime HD | 720p FaceTime HD | 720p FaceTime HD | 720p FaceTime HD | 720p FaceTime HD | 720p FaceTime HD | 720p FaceTime HD | 720p FaceTime HD |                                                      |
| الاتصال                                             |                                                     | | | | | | | | |                                                      |
| Wi-Fi (802.11)                                      | Wi-Fi (802.11)                                      | Wi-Fi 5 (802.11a/b/g/n/ac) | Wi-Fi 5 (802.11a/b/g/n/ac) | Wi-Fi 5 (802.11a/b/g/n/ac) | Wi-Fi 5 (802.11a/b/g/n/ac) | Wi-Fi 5 (802.11a/b/g/n/ac) | Wi-Fi 5 (802.11a/b/g/n/ac) | Wi-Fi 5 (802.11a/b/g/n/ac) | Wi-Fi 5 (802.11a/b/g/n/ac) |                                                      |
| أقصى سرعة لـ Wi-Fi                                  | أقصى سرعة لـ Wi-Fi                                  | 0.866 جيجابت/ثانية | 0.866 جيجابت/ثانية | 0.866 جيجابت/ثانية | 0.866 جيجابت/ثانية | 0.866 جيجابت/ثانية | 0.866 جيجابت/ثانية | 0.866 جيجابت/ثانية | 0.866 جيجابت/ثانية |                                                      |
| بلوتوث                                              | بلوتوث                                              | بلوتوث 4.2 | بلوتوث 4.2 | بلوتوث 4.2 | بلوتوث 4.2 | بلوتوث 4.2 | بلوتوث 4.2 | بلوتوث 5.0 | بلوتوث 5.0 |                                                      |
| منفذ HDMI                                           | منفذ HDMI                                           | لا | لا | لا | لا | لا | لا | لا | لا |                                                      |
| فتحة بطاقة SDXC                                     | فتحة بطاقة SDXC                                     | لا | لا | لا | لا | لا | لا | لا | لا |                                                      |
| منفذ USB-C/Thunderbolt                              | منفذ USB-C/Thunderbolt                              | منفذا منفذ الصاعقة 3 النمط سي من الناقل التسلسلي العام يدعمان الشحن وبروتوكولات منفذ العرض وغيرها                                                           | منفذا منفذ الصاعقة 3 النمط سي من الناقل التسلسلي العام يدعمان الشحن وبروتوكولات منفذ العرض وغيرها                                                           | منفذا منفذ الصاعقة 3 النمط سي من الناقل التسلسلي العام يدعمان الشحن وبروتوكولات منفذ العرض وغيرها                                                           | منفذا منفذ الصاعقة 3 النمط سي من الناقل التسلسلي العام يدعمان الشحن وبروتوكولات منفذ العرض وغيرها                                                           | منفذا منفذ الصاعقة 3 النمط سي من الناقل التسلسلي العام يدعمان الشحن وبروتوكولات منفذ العرض وغيرها                                                           | منفذا منفذ الصاعقة 3 النمط سي من الناقل التسلسلي العام يدعمان الشحن وبروتوكولات منفذ العرض وغيرها | منفذا منفذ الصاعقة 3 النمط سي من الناقل التسلسلي العام يدعمان الشحن وبروتوكولات منفذ العرض وغيرها                                                           | منفذا منفذ الصاعقة 3 النمط سي من الناقل التسلسلي العام يدعمان الشحن وبروتوكولات منفذ العرض وغيرها                                                           |                                                      |
| سرعة النقل                                          | سرعة النقل                                          | سرعة نقل تصل إلى 40 جيجابت/ثانية (منفذ الصاعقة 3) سرعة نقل تصل إلى 10 جيجابت/ثانية (USB 3.1 Gen 2)                                                          | سرعة نقل تصل إلى 40 جيجابت/ثانية (منفذ الصاعقة 3) سرعة نقل تصل إلى 10 جيجابت/ثانية (USB 3.1 Gen 2)                                                          | سرعة نقل تصل إلى 40 جيجابت/ثانية (منفذ الصاعقة 3) سرعة نقل تصل إلى 10 جيجابت/ثانية (USB 3.1 Gen 2)                                                          | سرعة نقل تصل إلى 40 جيجابت/ثانية (منفذ الصاعقة 3) سرعة نقل تصل إلى 10 جيجابت/ثانية (USB 3.1 Gen 2)                                                          | سرعة نقل تصل إلى 40 جيجابت/ثانية (منفذ الصاعقة 3) سرعة نقل تصل إلى 10 جيجابت/ثانية (USB 3.1 Gen 2)                                                          | سرعة نقل تصل إلى 40 جيجابت/ثانية (منفذ الصاعقة 3) سرعة نقل تصل إلى 10 جيجابت/ثانية (USB 3.1 Gen 2) | سرعة نقل تصل إلى 40 جيجابت/ثانية (منفذ الصاعقة 3) سرعة نقل تصل إلى 10 جيجابت/ثانية (USB 3.1 Gen 2)                                                          | سرعة نقل تصل إلى 40 جيجابت/ثانية (منفذ الصاعقة 3) سرعة نقل تصل إلى 10 جيجابت/ثانية (USB 3.1 Gen 2)                                                          |                                                      |
| دعم eGPU                                            | دعم eGPU                                            | نعم | نعم | نعم | نعم | نعم | نعم | نعم | نعم |                                                      |
| دعم الشاشات الخارجية                                |                                                     | | | | | | | | |                                                      |
| الحد الأقصى للشاشات                                 | 2                                                   | 2 | 2 | 2 | 2 | 2 | 2 | 2 | |                                                      |
| الحد الأقصى لتركيبة شاشة واحدة                      | - 5K عند 60 Hz ب 8-bit                              | - 5K عند 60 Hz ب 8-bit | - 5K عند 60 Hz ب 8-bit | - 5K عند 60 Hz ب 8-bit | - 5K عند 60 Hz ب 8-bit | - 5K عند 60 Hz ب 8-bit | - 6K عند 60 Hz ب 8-bit، أو - 5K عند 60 Hz ب 8-bit | - 6K عند 60 Hz ب 8-bit، أو - 5K عند 60 Hz ب 8-bit | |                                                      |
| الحد الأقصى لتركيبة شاشتين                          | - 2 × 4K عند 60 Hz ب 8-bit                          | - 2 × 4K عند 60 Hz ب 8-bit | - 2 × 4K عند 60 Hz ب 8-bit | - 2 × 4K عند 60 Hz ب 8-bit | - 2 × 4K عند 60 Hz ب 8-bit | - 2 × 4K عند 60 Hz ب 8-bit | - 2 × 4K عند 60 Hz ب 8-bit | - 2 × 4K عند 60 Hz ب 8-bit | |                                                      |
| الطاقة                                              |                                                     | | | | | | | | |                                                      |
| البطارية                                            | البطارية                                            | 11.4 فولت 49.9 واط·ساعة (4,379 مللي أمبير·ساعة) | 11.4 فولت 49.9 واط·ساعة (4,379 مللي أمبير·ساعة) | 11.4 فولت 49.9 واط·ساعة (4,379 مللي أمبير·ساعة) | 11.4 فولت 49.9 واط·ساعة (4,379 مللي أمبير·ساعة) | 11.4 فولت 49.9 واط·ساعة (4,379 مللي أمبير·ساعة) | 11.4 فولت 49.9 واط·ساعة (4,379 مللي أمبير·ساعة) | 11.4 فولت 49.9 واط·ساعة (4,379 مللي أمبير·ساعة) | 11.4 فولت 49.9 واط·ساعة (4,379 مللي أمبير·ساعة) |                                                      |
| محول الطاقة                                         | محول الطاقة                                         | 30 واط USB-C | 30 واط USB-C | 30 واط USB-C | 30 واط USB-C | 30 واط USB-C | 30 واط USB-C | 30 واط USB-C | 30 واط USB-C |                                                      |
| طريقة الشحن                                         | طريقة الشحن                                         | منافذ USB-C | منافذ USB-C | منافذ USB-C | منافذ USB-C | منافذ USB-C | منافذ USB-C | منافذ USB-C | منافذ USB-C |                                                      |
| الأبعاد                                             |                                                     | | | | | | | | |                                                      |
| الارتفاع                                            | الارتفاع                                            | 0.16 بوصة (0.41 سـم) إلى 0.61 بوصة (1.5 سـم) | 0.16 بوصة (0.41 سـم) إلى 0.61 بوصة (1.5 سـم) | 0.16 بوصة (0.41 سـم) إلى 0.61 بوصة (1.5 سـم) | 0.16 بوصة (0.41 سـم) إلى 0.61 بوصة (1.5 سـم) | 0.16 بوصة (0.41 سـم) إلى 0.61 بوصة (1.5 سـم) | 0.16 بوصة (0.41 سـم) إلى 0.61 بوصة (1.5 سـم) | 0.16 بوصة (0.41 سـم) إلى 0.63 بوصة (1.6 سـم) | 0.16 بوصة (0.41 سـم) إلى 0.63 بوصة (1.6 سـم) |                                                      |
| العرض                                               | العرض                                               | 11.97 بوصة (30.4 سـم) | 11.97 بوصة (30.4 سـم) | 11.97 بوصة (30.4 سـم) | 11.97 بوصة (30.4 سـم) | 11.97 بوصة (30.4 سـم) | 11.97 بوصة (30.4 سـم) | 11.97 بوصة (30.4 سـم) | 11.97 بوصة (30.4 سـم) |                                                      |
| العمق                                               | العمق                                               | 8.36 بوصة (21.2 سـم) | 8.36 بوصة (21.2 سـم) | 8.36 بوصة (21.2 سـم) | 8.36 بوصة (21.2 سـم) | 8.36 بوصة (21.2 سـم) | 8.36 بوصة (21.2 سـم) | 8.36 بوصة (21.2 سـم) | 8.36 بوصة (21.2 سـم) |                                                      |
| إجمالي انبعاثات غازات الاحتباس الحراري              | إجمالي انبعاثات غازات الاحتباس الحراري              | إجمالي انبعاثات غازات الاحتباس الحراري | 176 كجم CO2e (128 جيجابايت تخزين) | 198 كجم CO2e (256 جيجابايت تخزين) | [بيانات ناقصة] | 176 كجم CO2e (128 جيجابايت تخزين) | 198 كجم CO2e (256 جيجابايت تخزين) | [بيانات ناقصة] | 174 كجم CO2e (2 نوى CPU، 256 جيجابايت تخزين) | 202 كجم CO2e (4 نوى CPU، 512 جيجابايت تخزين)         |
| تفاصيل الموديل                                      |                                                     | | | | | | | | |                                                      |
| رقم الموديل                                         | رقم الموديل                                         | A1932 | A1932 | A1932 | A1932 | A1932 | A1932 | A2179 | A2179 |                                                      |
| سلاسل الأجهزة                                       | سلاسل الأجهزة                                       | ماك بوكأير8,1 | ماك بوكأير8,1 | ماك بوكأير8,1 | ماك بوكأير8,2 | ماك بوكأير8,2 | ماك بوكأير8,2 | ماك بوكأير9,1 | ماك بوكأير9,1 |                                                      |
| رقم الجزء/الطلب (Space Gray, Silver, Gold بالترتيب) | رقم الجزء/الطلب (Space Gray, Silver, Gold بالترتيب) | MRE82, MREA2, MREE2 | MRE92, MREC2, MREF2 | MUQT2, MUQU2, MUQV2 | MVFH2, MVFK2, MVFM2 | MVFJ2, MVFL2, MVFN2 | MVH62, Built-to-order (Silver), MVH82 | MVH22, MVH42, MVH52 | MWTJ2, MWTK2, MWTL2 |                                                      |
| الجدول الزمني                                       |                                                     | | | | | | | | |                                                      |
| تاريخ الإعلان                                       | تاريخ الإعلان                                       | 30 أكتوبر 2018 | 30 أكتوبر 2018 | 30 أكتوبر 2018 | 9 يوليو 2019 | 9 يوليو 2019 | 9 يوليو 2019 | 18 مارس 2020 | 18 مارس 2020 |                                                      |
| تاريخ الإصدار                                       | تاريخ الإصدار                                       | 7 نوفمبر 2018 | 7 نوفمبر 2018 | 7 نوفمبر 2018 | 9 يوليو 2019 | 9 يوليو 2019 | 9 يوليو 2019 | 18 مارس 2020 | 18 مارس 2020 |                                                      |
| تاريخ الإيقاف                                       | تاريخ الإيقاف                                       | 9 يوليو 2019 | 9 يوليو 2019 | 9 يوليو 2019 | 18 مارس 2020 | 18 مارس 2020 | 18 مارس 2020 | 10 نوفمبر 2020 | 10 نوفمبر 2020 |                                                      |
| تاريخ عدم الدعم                                     | تاريخ عدم الدعم                                     | إصلاحات الأمان فقط | إصلاحات الأمان فقط | إصلاحات الأمان فقط | إصلاحات الأمان فقط | إصلاحات الأمان فقط | إصلاحات الأمان فقط | مدعوم | مدعوم |                                                      |

## أنظمة التشغيل المدعومة

### إصدارات ماك أو إس المدعومة
ماك أو إس Sonoma، الإصدار السابق من ماك أو إس، سيعمل مع Wi-Fi وتسريع الرسومات على أجهزة ماك بوك إير غير المدعومة مع أداة تصحيح متوافقة. اعتبارًا من 2022، تعد أجهزة ماك بوك إير من منتصف 2012 ومنتصف 2013 هي الموديلات الوحيدة المدعومة رسميًا من أبل مع 9 إصدارات من نظام تشغيل ماك.
| إصدارات ماك أو إس المدعومة | إصدارات ماك أو إس المدعومة    | إصدارات ماك أو إس المدعومة | إصدارات ماك أو إس المدعومة | إصدارات ماك أو إس المدعومة | إصدارات ماك أو إس المدعومة | إصدارات ماك أو إس المدعومة    | إصدارات ماك أو إس المدعومة | إصدارات ماك أو إس المدعومة | إصدارات ماك أو إس المدعومة | إصدارات ماك أو إس المدعومة | إصدارات ماك أو إس المدعومة | إصدارات ماك أو إس المدعومة | إصدارات ماك أو إس المدعومة |
| إصدار النظام               | التصميم الأصلي                | التصميم الأصلي             | التصميم الأصلي             | إعادة التصميم              | إعادة التصميم              | إعادة التصميم                 | إعادة التصميم              | إعادة التصميم              | إعادة التصميم              | إعادة التصميم              | عرض رتينا                  | عرض رتينا                  | عرض رتينا                  |
| إصدار النظام               | أوائل 2008                    | أواخر 2008                 | منتصف 2009                 | أواخر 2010                 | منتصف 2011                 | منتصف 2012                    | منتصف 2013                 | أوائل 2014                 | أوائل 2015                 | 2017                       | 2018                       | 2019                       | 2020                       |
| -------------------------- | ----------------------------- | -------------------------- | -------------------------- | -------------------------- | -------------------------- | ----------------------------- | -------------------------- | -------------------------- | -------------------------- | -------------------------- | -------------------------- | -------------------------- | -------------------------- |
| 10.4 Tiger                 | غير رسمي، بدون تسريع الرسومات | —                          | —                          | —                          | —                          | —                             | —                          | —                          | —                          | —                          | —                          | —                          | —                          |
| 10.5 Leopard               | 10.5.1                        | 10.5.5                     | 10.5.7                     | —                          | —                          | —                             | —                          | —                          | —                          | —                          | —                          | —                          | —                          |
| 10.6 Snow Leopard          | Yes                           | Yes                        | Yes                        | 10.6.4                     | غير رسمي                   | غير رسمي، بدون تسريع الرسومات | —                          | —                          | —                          | —                          | —                          | —                          | —                          |
| 10.7 Lion                  | Yes                           | Yes                        | Yes                        | Yes                        | Yes                        | 10.7.4                        | —                          | —                          | —                          | —                          | —                          | —                          | —                          |
| 10.8 Mountain Lion         | تصحيح                         | Yes                        | Yes                        | Yes                        | Yes                        | Yes                           | 10.8.4                     | غير رسمي                   | —                          | —                          | —                          | —                          | —                          |
| 10.9 Mavericks             | تصحيح، بدون تسريع الرسومات    | Yes                        | Yes                        | Yes                        | Yes                        | Yes                           | Yes                        | 10.9.2                     | —                          | —                          | —                          | —                          | —                          |
| 10.10 Yosemite             | تصحيح، بدون تسريع الرسومات    | Yes                        | Yes                        | Yes                        | Yes                        | Yes                           | Yes                        | Yes                        | 10.10.2                    | غير رسمي                   | —                          | —                          | —                          |
| 10.11 El Capitan           | تصحيح، بدون تسريع الرسومات    | Yes                        | Yes                        | Yes                        | Yes                        | Yes                           | Yes                        | Yes                        | Yes                        | غير رسمي                   | —                          | —                          | —                          |
| 10.12 Sierra               | No                            | تصحيح                      | تصحيح                      | Yes                        | Yes                        | Yes                           | Yes                        | Yes                        | Yes                        | 10.12.5                    | —                          | —                          | —                          |
| 10.13 High Sierra          | No                            | تصحيح                      | تصحيح                      | Yes                        | Yes                        | Yes                           | Yes                        | Yes                        | Yes                        | Yes                        | —                          | —                          | —                          |
| 10.14 Mojave               | No                            | تصحيح                      | تصحيح                      | تصحيح                      | تصحيح                      | Yes                           | Yes                        | Yes                        | Yes                        | Yes                        | 10.14.1                    | 10.14.5                    | —                          |
| 10.15 Catalina             | No                            | تصحيح                      | تصحيح                      | تصحيح                      | تصحيح                      | Yes                           | Yes                        | Yes                        | Yes                        | Yes                        | Yes                        | Yes                        | 10.15.4                    |
| 11 Big Sur                 | No                            | تصحيح                      | تصحيح                      | تصحيح                      | تصحيح                      | تصحيح                         | Yes                        | Yes                        | Yes                        | Yes                        | Yes                        | Yes                        | Yes                        |
| 12 Monterey                | No                            | تصحيح                      | تصحيح                      | تصحيح                      | تصحيح                      | تصحيح                         | تصحيح                      | تصحيح                      | Yes                        | Yes                        | Yes                        | Yes                        | Yes                        |
| 13 Ventura                 | No                            | تصحيح                      | تصحيح                      | تصحيح                      | تصحيح                      | تصحيح                         | تصحيح                      | تصحيح                      | تصحيح                      | تصحيح                      | Yes                        | Yes                        | Yes                        |
| 14 Sonoma                  | No                            | تصحيح                      | تصحيح                      | تصحيح                      | تصحيح                      | تصحيح                         | تصحيح                      | تصحيح                      | تصحيح                      | تصحيح                      | Yes                        | Yes                        | Yes                        |
| 15 Sequoia                 | No                            | تصحيح                      | تصحيح                      | تصحيح                      | تصحيح                      | تصحيح                         | تصحيح                      | تصحيح                      | تصحيح                      | تصحيح                      | No                         | No                         | Yes                        |

### ويندوز عبر بوت كامب
يتيح برنامج بوت كامب لأجهزة ماك التي تعمل بمعالجات إنتل تشغيل نظام ويندوز بشكل ثنائي.
| ويندوز XP               | Yes | No  | No  | No  | No  | No  | No  |
| ويندوز Vista 32-bit     | Yes | No  | No  | No  | No  | No  | No  |
| ويندوز Vista 64-bit     | No  | No  | No  | No  | No  | No  | No  |
| ويندوز 7 32-bit         | Yes | Yes | Yes | Yes | No  | No  | No  |
| ويندوز 7 64-bit         | No  | Yes | Yes | Yes | Yes | No  | No  |
| ويندوز 8                | No  | No  | Yes | Yes | Yes | Yes | No  |
| ويندوز 8.1              | No  | No  | Yes | Yes | Yes | Yes | No  |
| ويندوز 10               | No  | No  | No  | Yes | Yes | Yes | Yes |
| 1. 2. 3. 4. 5. 6. 7. 8. |     |     |     |     |     |     |     |

## الجدول الزمني
| الجدول الزمني لأجهزة ماكنتوش المحمولة            |
| ------------------------------------------------ |
| طالع أيضًا: [[: قائمة موديلات ماك [الإنجليزية] ]] |

## روابط خارجية
- – official site